# تاريخ اليمن الإسلامي

منطقة الخلافة الإسلامية
الدولة الإسلامية في عهد النبي محمد 612-632.
في عهد الخلفاء الراشدين، 635-680.
في عهد الخلفاء الأمويين، 661-750.

 تاريخ اليمن الإسلامي  هو التاريخ الذي يتناول الفترة من دخول الإسلام إلى اليمن في القرن السابع الميلادي وحتى نهاية دول الخلافة الإسلامية، حيث كانت اليمن قبل الإسلام خاضعة للاحتلال الفارسي، بعد طردهم للأحباش من اليمن،  وشهدت اليمن خلال تلك الفترة صراعات ونزاعات قبلية ، واعتنقت القبائل اليمانية الإسلام في القرن السابع الميلادي، بعد أن أرسل النبي محمد عليا بن أبي طالب إلى صنعاء، فأسلمت قبيلة همدان كلها في يوم واحد وسجد النبي شكراً لله لإسلامهم قائلاً: «السلام على همدان، السلام على همدان».
وكان اليمن مستقراً في العصر النبوي، وشارك اليمنيون في حروب الرّدّة،  ولعبت القبائل اليمانية دوراً مفصلياً خلال الفتوحات الإسلامية أيام الخلفاء الراشدين،  وفي معركة القادسية وفتوحات مصر واستوطنت همدان في الجيزة،  وكان السمح بن مالك الخولاني أحد القادة الذين حاولوا ضم فرنسا، وقتل في تولوز وأعقبه قائد يمني وهو عبد الرحمن الغافقي وقتل في معركة بلاط الشهداء،  وغزا حميد بن معيوف الهمداني جزيرة كريت اليونانية واشترك اليمنيون في فتوحات النوبة، وكان الحميريون بقيادة صالح بن منصور الحميري من نشر الإسلام بين الأمازيغ في منطقة الريف المغربي وأقاموا إمارة نكور أو إمارة بني صالح. وفي العصر الأموي، ولي ربيع بن زياد الحارثي المذحجي خراسان وغزا يزيد بن شجرة الرهاوي المذحجي وعبد الله بن قيس التراغمي الكندي البحر وغزا معاوية بن خديج التُجيَّبي الكندي صقلية وكان أول عربي يغزوها  وغزا بن حديج التُجيبي أفريقية (تونس) ثلاث مرات وغزا النوبة. وتولى إمارة مصر وبرقة.
استقلت اليمن عن الخلافة العباسية عام 815، ودعمت الخلافة تأسيس دولة بني زياد عام 818، التي بسطت نفوذها من حلي بن يعقوب جنوب مكة مروراً بمخلاف جرش «عسير» وحتى عدن واتخذوا من زبيد عاصمة لهم. وقامت دولة بنو يعفر عام 847 في صنعاء وما جاورها من الأرياف والجوف، وما بين صعدة وحتى تعز  وسقطت صعدة بيد الإمام يحيى بن الحسين عام 898،  وقامت دولة بني نجاح عام 1018 على أنقاض دولة بني زياد في تهامة، وحظوا بدعم مركز الخلافة في بغداد.
وأسس علي بن محمد الصليحي الدولة الصليحية عام 1040 في المرتفعات وكان إسماعيلياً،  وبحلول عام 1062م كان حكم الصليحيين قد شمل بلاد اليمن كاملة، وأتخذ من صنعاء عاصمة لدولته. وسيطر علي بن محمد الصليحي على مكة عام 1063. وتولت الملكة أروى الصليحي عام 1087 حكم الدولة الصليحية، ونقلت العاصمة إلى مدينة جبلة بمحافظة إب وسط البلاد.
بعد موت آخر سلاطين الصليحيين عام 1138، استقلت المناطق بما فيها صنعاء وعدن وتهامة، وتمكن علي بن مهدي الحِميَّري مؤسس دولة بني مهدي من السيطرة على تهامة وأراضي السليمانيين في جيزان وتعز وإب، فتحالف بنو زريع مع حكام صنعاء وتمكنوا من هزيمة المهديين، وسهّل وجود خمس سلالات متنازعة على طول الخطوط الدينية، دخول الدولة الأيوبية إلى اليمن عام 1174. فسيطروا على زبيد وعدن وصنعاء، فواجه الأيوبيون مقاومة شديدة من الزيدية والإسماعيلية بالمرتفعات الشمالية. واستطاع توران شاه توحيد أقاليم اليمن والحجاز وأراد الأيوبيّون السيطرة على طريق البحر الأحمر التجارية من اليمن لينبع إلى مصر،  وبقيت صعدة عصية على الأيوبيّين، وخرج آخر سلاطين الأيوبيين المسعود من اليمن عام 1228 ووفقا لمصادر أخرى عام 1223.
تمكن الملك المنصور عمر بن رسول،  من تأسيس الدولة الرسولية، واستقلالها عن الأيوبيّين في مصر، وأمتد ملكه من ظفار وحتى مكة وتمكن من توحيد البلاد من جديد وبقيت تعز عاصمته،  وسعى الرسوليين لتثبيت المذهب الشافعي في اليمن لمجابهة الزيدية والإسماعيلية، وتحولت تعز وزبيد في عهد الرسوليين إلى مراكز مهمة لدراسة المذهب الشافعي على مستوى العالم،  وشهدت عدن أحد أفضل عصورها خلال ملك الرسوليين. وخلال هذه الفترة أصبح البن سلعة رابحة لليمن. ويعتبر المؤرخون دولة بني رسول من أعظم الدول اليمانية منذ سقوط مملكة حِميَّر. واستطاع بنو طاهر إسقاط الدولة الرسولية.
وقامت الدولة الطاهرية بعد سقوط الرسوليين، وكان بنو طاهر مشايخ محليين من منطقة رداع بمحافظة البيضاء، واستغل الطاهريون الخلافات بين الأسرة الرسولية الحاكمة ليسيطروا على عدن ولحج وبحلول عام 1454 أعلنوا أنفسهم الحكام الجدد لليمن. وسيطر الطاهريون على معظم البلاد وبقيت مناطق الزيدية عصية عليهم إذ هُزم جيش الطاهريين أمام الإمام المطهر بن محمد عام 1458،  فهم كانوا أضعف من احتواء الزيدية أو الدفاع عن أنفسهم من الغزاة الأجانب. وكان مماليك مصر يريدون ضم اليمن إلى مصر واحتل البرتغاليون بقيادة ألفونسو دي ألبوكيرك جزيرة سقطرى عام 1513 وشنوا عدة هجمات فاشلة على عدن صدها الطاهريون. وتمكنت قوات المماليك بالتعاون مع قوات قبلية موالية للإمام الزيدي المتوكل يحيى شرف الدين من السيطرة على مناطق نفوذ الطاهريين عام 1517 ودحرهم من تعز ورداع ولحج وأبين التي سقطت بيد المتوكل شرف الدين.، بعد سقوط المماليك في مصر على يد العثمانيين، تحالف السلطان الطاهري عامر بن داوود مع البرتغاليين، فعزم العثمانيون السيطرة على اليمن لكسر الاحتكار البرتغالي لتجارة التوابل. بالإضافة لقلقهم من سقوط اليمن بيد البرتغاليين وربما سقوط مكة بعدها. وبقيت للطاهريين السيطرة على عدن حتى عام 1539 عندما سقطت بيد العثمانيين.
وواجه العثمانيون ثورات عديدة، حتى استطاع الإمام يحيى حميد الدين أن يعقد اتفاقية مع العثمانيين وينزع منهم اعترافا بسلطته على المرتفعات في 1911، ونال شمال اليمن استقلاله بخروج العثمانيون في 1918 وقيام المملكة المتوكلية اليمنية.
ونالت أرض اليمن وشخوصها نصيباً كبيراً من القصص التي وردت في القرآن الكريم ومنها: أصحاب الجنة، وأصحاب الأخدود، وإرم ذات العماد، والنبي سليمان وملكة سبأ، والسيل العرم، وذو القرنين، والفيل وأبرهة ومحاولة هدم الكعبة وغيرها.

## اليمن قبل الإسلام
كانت بلاد اليمن متطورة تنعم بالاستقرار بمقاييس ذلك العصر، حيث أطلق عليها الروم اسم العربية السعيدة. ولكنّ هذا الرخاء والازدهار في بلاد اليمن توقّف وبدأت حضارة مملكة سبأ في الاندثار بعد تصدع سد مأرب، والذي لم يعد يؤدي غرضه، وفاضت المياه على ما حوله من القرى والمدن والمزارع، واضطر السكان إلى الهجرة الداخلية والخارجية إلى البلدان القريبة والبعيدة،  وليس جميع سبأ هاجروا بعد سيل العرم، وتفرق أهل مأرب في البلاد، وبقيت قبائل مذحج، وكندة، وأنمار (أبو خثعم، وبجيلة) وحمير، والأشعريون، في اليمن. ودخلت اليمن حقبة جديدة قوامها صراع الديانات الوافدة، في عهد الدولة الحميرية اليمنية، فغدت موضع تنافس بين دولة الفرس «الساسانيين» ودولة الروم وعلى إثر هذا التنافس بين القوى الخارجية الطامعة، بدأت اليمن تعاني عدم الاستقرار.
عمد الروم إلى إدخال الدين المسيحي إلى اليمن ليكون لهم نفوذ سياسي واقتصادي فيها، فأصبحت تجارتهم تسير بين الخليج العربي والبحر الأحمر مارة باليمن، كما انتشرت الديانة اليهودية على إثر لجوء اليهود الفارين من اضطهاد الرومان والذين دُمّر هيكلهم القديم في القدس سنة 70م، وعندما أشتد نفوذ اليهود في اليمن أظهروا روح الانتقام من النصارى اليمنيّين. وعندما رفضوا التحول إلى اليهودية قام الملك ذو نواس الحميري اليهودي، بحفر أخدودٍ لهم وأشعل النيران فيهم.

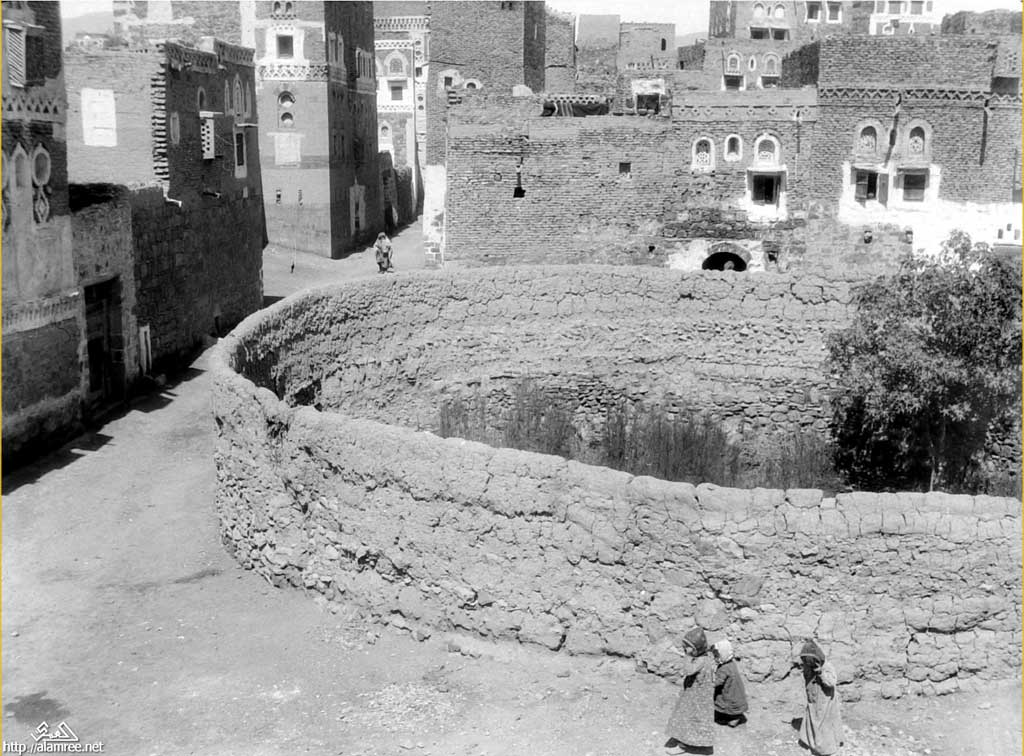
بقايا كعبة أبرهة الحبشي في صنعاء القديمة

أقدم الأحباش على غزو اليمن وسيطروا عليها سنة 533م بهدف القضاء على منافسه الفرس وإعادة السيطرة على الطرق التجارية، وتولى القائد «أرياط» الحكم بعد أن قضى على الملك ذو نواس الحميري، وتولى الحكم من بعده أبرهة الحبشي عام 535م والذي خرج عن الدولة الأكسومية في الحبشة وأعلن نفسه ملكا على اليمن وانفرد بالحكم بها، وعمل على نشر الديانة المسيحية في الجزيرة العربية، وعمد إلى بناء كعبة في صنعاء تسمى القليس ليحج العرب إليها بدلا عن مكة، وقام بغزو مكة عام 570م، وخلفه ابنه أكسوم.
قام بعد ذلك سيف بن ذي يزن الحميري وهو أحد أعيان وأشراف حِميَر بالاستنجاد بالفرس لإخراج الأحباش من اليمن، فقام كسرى أنوشروان وبعد أنْ تغلّب على خزر الشمال بإمداده بجيش مؤلف من حوالي ثمانمئة جندي  من أسرى الدَّيْلم والمناطق المجاورة، بقيادة خُرزاد بن نرسي، أحد أمراء الديلم  الذي كان بمرتبة وَهْرِز (قائد لألف فارس) ، تحرّك الجيش في أسطول بحري من ثمان سفن  من طريق دجلة باتجاه اليمن، غرقت اثنتان منها وبقيت ستّ وصلت إلى ميناء «مثوب» على ساحل حَضْرَموت،  واستطاع سيف بن ذي يزن بمساندة الفرس من جيوش وَهْرِز أن يطرد الأحباش الذين كانوا خاضعين لحكم الروم وتحت وصاية القيصر هرقل. وانتهى بذلك حكم الأحباش على اليمن والذي دام اثنين وسبعين عامًا.
خرجت بلاد اليمن من قبضة الأحباش، ودخلت في الحكم الفارسي في الفترة من (575م- إلى ظهور الإسلام) وظل اليمن يعيش حالة من التفتت السياسي والقبلي والديني والفكري، فكانت صنعاء والبلاد المجاورة لها تخضع للاستعمار الفارسي، وأصبح الفرس طبقة عرفت بـ«الأبناء»، أما المناطق اليمنية التي لم يمتد إليها الحكم الفارسي فكانت تعيش حالة من الصراعات والنزاعات القبلية، حتى ظهور الإسلام. فقد كان اهتمام الفرس في صنعاء يقتصر على جني الثروات، وتُركت القبائل في المناطق البعيدة في حالة صراعات، حيث انصب اهتمام زعمائها على قيادة الحروب ضد بعضها البعض، وأدّت تلك الحقبة من تاريخ اليمن إلى جعل الإنسان اليمني يعيش حالة من البؤس والفقر، حتى ضاقت البلاد بأهلها، فهاجر من استطاع، إلى البلدان المجاورة والبعيدة، بحثا عن حياة معيشية مستقرة أفضل.

## عصر صدر الإسلام

### عصر النبوة

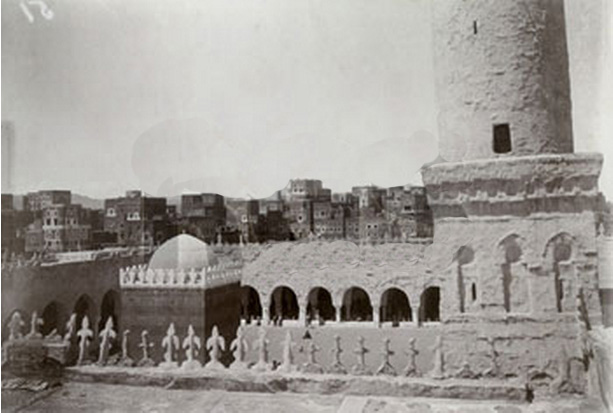
الجامع الكبير بصنعاء أحد أقدم المساجد الإسلامية.

اعتنقت القبائل اليمانية الإسلام في القرن السابع الميلادي، بعد أن أرسل النبي محمد علي بن أبي طالب إلى صنعاء، فأسلمت قبيلة همدان كلها في يوم واحد وسجد النبي شكراً لله لإسلامهم قائلاً: «السلام على همدان، السلام على همدان.»
وبني الجامع الكبير بصنعاء على أحد البساتين على مقربة من قصر غمدان، السبئي القديم الذي كان مقراً لزعماء قبيلة همدان فترة الحرب الأهلية الطويلة بين مملكة سبأ ومملكة حمير،  ولا زالت بعض أبوابه وأعمدته تحوي كتابات بخط المسند.
وأسلمت حمير وأرسل الحِميريون رسولاً يدعى مالك بن مرارة الرهاوي إلى النبي يبلغونه بإسلامهم، فأرسل إليهم كتاباً يخبرهم فيه بدفع الصدقات إلى معاذ بن جبل ومالك بن مرارة،  وحضرموت التي وفد كبير الأقيال فيها وائل بن حجر، ودعى له النبي وقال: «اللهم بارك في وائل وولده.»  واستعمله على الأقيال من حضرموت، وأرسل معه معاوية بن أبي سفيان. وكان النبي محمد قد بشر أصحابه بقدومه وقال:
| تاريخ اليمن الإسلامي | يأتيكم وائل بن حجر من أرض بعيدة، من حضرموت، طائعاً راغباً في الله عز وجل وفي رسوله، وهو بقية أبناء الملوك. | تاريخ اليمن الإسلامي |

وكان باذان والي الفرس على اليمن، قد أسلم بعد أن تحققت لديه نبوءة النبي محمد بوفاة كسرى. وقد ثبّته النبي محمد في منصبه حتى وفاته عام 10 هـ، فقسّم النبي ولايته، فجعل ابنه شهر بن باذان على صنعاء وبعض أصحابه على باقي مناطق اليمن.
وقدم أحد زعماء مذحج وهو فروة بن المسيك المرادي على النبي محمد، وأعلن إسلامه واستعمله النبي على صدقات قومه، وأرسل معه خالد بن سعيد بن العاص. ووفد الأشعث بن قيس الكندي وعمرو بن معديكرب الزبيدي على النبي، ووفد قبلهم بنو تُجيَّب من كندة في السنة التاسعة من الهجرة، ووفد حجر بن عدي الكندي صغيراً على النبي مع أخيه هانئ،  ووفدت خولان وقبائل نهد والنخع، من مذحج والأشاعرة قوم أبو موسى الأشعري، الذين كانوا يرتجزون قبيل قدومهم:«غدا نلتقي الأحبة محمد وحزبه»، فقال النبي محمد فيهم: 
| تاريخ اليمن الإسلامي | جاءكم أهل اليمن هم أرق افئده وأليَن قلوبا ،الإيمان يمان والحكمة يمانية. | تاريخ اليمن الإسلامي |

وبعد حجة الوداع قسم النبي محمد اليمن إلى مخلافين كبيرين، وأرسل معاذ بن جبل على المخلاف الأعلى ونزل في عاصمته تعز ويشتمل المخلاف على نجران وصعدة وصنعاء ومخلاف الجند وحتى عدن، وأرسل أبي موسى الأشعري على المخلاف الأسفل ويشتمل على تهامة اليمن من جيزان شمالاً وحتى عدن جنوباً. وأوصاهم النبي قائلاً:
| تاريخ اليمن الإسلامي                               | يسر ولا تعسر، وبشر ولا تنفر، وإنك ستقدم على قوم من أهل الكتاب، يسألونك ما مفتاح الجنة؛ فقل: شهادة أن لا إله إلا الله وحده لا شريك له. | تاريخ اليمن الإسلامي |
| — وصية النبي محمد لمعاذ بن جبل قبل بعثه إلى اليمن. | |                      |

وفي آخر عهد النبي محمد، خرج عبهلة بن كعب بن غوث العنسي المذحجي المعروف بذي الخمار الأسود العنسي  على عمّال النبي محمد في اليمن، فجمع 700 مقاتل وهاجم بها نجران فانتزعها، ثم سار إلى صنعاء فقاتله شهر بن باذان، فهزمه الأسود وقُتل شهر. فاضطربت الأمور في اليمن، ودانت له من حضرموت إلى الطائف إلى البحرين والأحساء إلى عدن، وطرد معاذ بن جبل وأبو موسى الأشعري،  وعين العنسي أمراء تابعين له كانوا معاوية ابن قيس ويزيد بن محرم الحارثي ويزيد بن الأفكل الأزدي وقيس بن عبد يغوث.

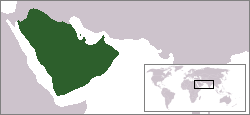
توفي النبي محمد عام 632 بعد أن وحد شبه الجزيرة العربية تحت حكم المسلمين.

وأرسل النبي محمد وبر بن يحنس الدليمي إلى مسلمي اليمن يأمرهم بقتال العنسي، وتولى معاذ بن جبل الدعوة لذلك، فاجتمع له عدد من مسلمي اليمن، ونجحوا في الاتصال بقيس بن عبد يغوث قائد جند العنسي الذي وقع الخلاف بينه وبين العنسي. وكذا اتصلوا بفيروز وداذويه، وكانا أيضًا على خلاف مع الأسود، واتفقوا على قتل الأسود. وأرسلوا إلى آزاد زوجة العنسي يطلبوا معونتها، فوافقتهم وأعلمتهم بمحل يكون فيه بلا حراسة، ويسّرت لهم السلاح والسُرُج. واتفقوا على موعد تمكن فيه فيروز من قتل الأسود بمعاونة صاحبيه، واحتزوا رأسه، ثم جمعوا الناس وألقوا الرأس بينهم، فانهزم أصحاب عبهلة ونجح عدد من الفرسان من أتباع العنسي في الفرار، وظلوا يترددون بين نجران وصنعاء لا يأوون إلى أحد. وكان مقتل الأسود العنسي قبل وفاة النبي محمد بأيام، وقد وصل الخبر المدينة في آخر ربيع الأول في خلافة أبي بكر.
عند وفاة النبيِّ مُحمَّد، كان زياد بن لُبيد عاملاً له على حضرموت، وعُكاشة بن مُحصن على بني السكاسك والسُكون، والمُهاجر بن أبي أميَّة على كِندة، غير أنَّ المُهاجر قد ألم به مرض حال دون خروجه إلى كنِدة، فتولَّاها زياد بن لُبيد إلى أن خرج المُهاجر بلوائه إلى قِتال المُرتدين في اليمن.

### عصر الخلافة الراشدة

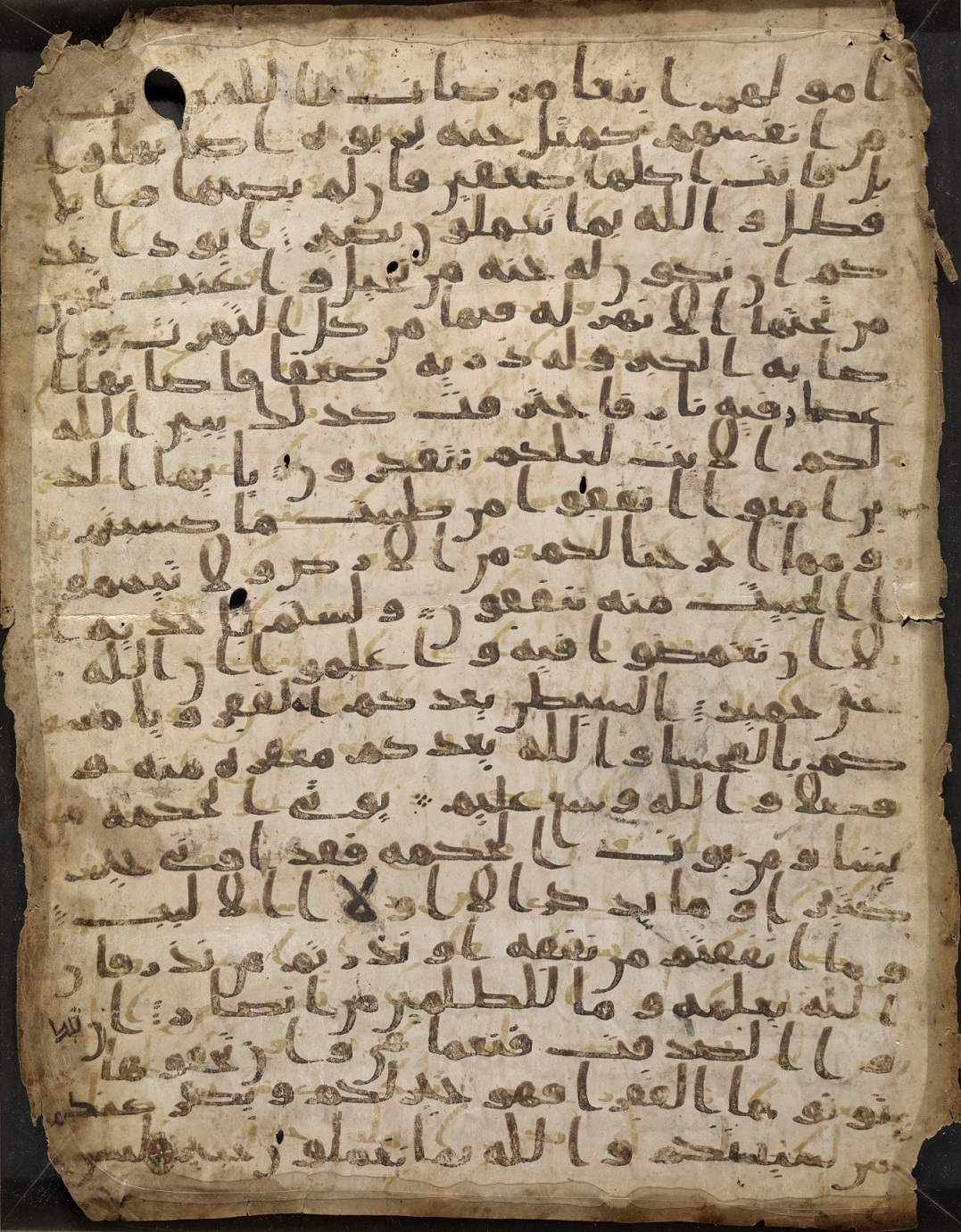
ورقة من مخطوطات صنعاء، النص العلوي يغطي الآيات 265-271 من سورة البقرة، التي اكتشفت في الجامع الكبير بصنعاء القديمة عام 1972، وتعود للعصور الأولى للإسلام ويُعتقد أنها كتبت بخط علي بن أبي طالب، وأرجح تحليل الكربون الإشعاعي تاريخ الرق الأثري إلى 671 ميلادية بدقة 99%.

قسم الخلفاء الراشدون بلاد اليمن إلى أربع مخاليف هي مخلاف صنعاء (يشمل نجران ) ومخلاف الجند (وسط اليمن) ومخلاف تهامة (يشمل مخلاف جرش) ومخلاف حضرموت وكان عهدهم مستقراً في اليمن، وعين لكل مخلاف وال خاص إلا أن الوالي العام كان مقره صنعاء فله الولاية العامة على اليمن كلها، وعين أبو بكر الصديق المهاجر بن أبي أمية والياً عاماً، وفي عهد عمر وعثمان كان يعلى بن أمية وفي عهد علي كان عبد الله بن العباس آخر الولاة العامين على اليمن خلال عهد الخلفاء الراشدين. ولا يعرف الكثير عن أحداث هذه الفترة في اليمن وحتى أواخر القرن التاسع الميلادي، ولكن المصادر التاريخية حافلة باليمنيين أنفسهم الذين اشتركوا في الفتوحات الإسلامية، وأرسل أبو بكر الصديق أنس بن مالك إلى اليمن يدعوهم للقتال في الشام،  وأرسل أنس بن مالك كتابا إلى أبي بكر يخبره باستجابة أهل اليمن وقدم ذي الكلاع الحميري ومعه بضعة آلاف من قومه. وقام عمر بن الخطاب خلال فترة تولِّيه الخلافة بتوحيد اليمن تحت حكم والٍ واحد،  وكانت تُقسَّم أحياناً إلى ولايتين فيتبع قسمٌ منها صنعاء والآخر الجند، وأحياناً أخرى تُوحَّد ضمن ولاية واحدة.
كانت حروب الردة خِلال الفترة المُمتدَّة بين سنتيّ 11 و12هـ أهم ما قام به أبو بكر بعد توليه الخلافة، أرسل أبو بكر عمرو بن العاص إلى قضاعة ووديعة والحارث في شمال الحجاز، وشرحبيل بن حسنة في أثر عكرمة بن أبي جهل لمُحاربة مُسيلمة الكذَاب في اليمامة، وأمره إذا فرغ من اليمامة أن يلحق بعمرو بن العاص إلى قضاعة. كما أرسل المُهاجر بن أبي أُميَّة لمُحاربة جنود الأسود العنسي في اليمن، ومساعدة الأبناء ضد قيس بن مكشوح ومن تبعه من أهل اليمن، فإذا فرغ يتوجَّه إلى كِندة بحضرموت. أيضًا بعث بخالد بن سعيد بن العاص إلى الحمقتين من مشارف الشام، وعرفجة بن هرثمة إلى مهرة، على أن يلحق أولًا بحُذيفة بن محصن بعُمان الذي أمره بدوره أن يلحق بحُذيفة إن فرغ قبله، وطريفة بن حاجز إلى بني سُليم ومن معهم من هوزان، وسويد بن مقرن إلى تهامة اليمن، والعلاء بن الحضرمي إلى البحرين لمُحاربة من ارتدَّ بها من ربيعة. ويُضيف البلاذري أميرًا آخر هو يُعلى بن مُنبِّه، حليف نوفل بن عبد مُناف، إلى خولان باليمن. وأوصى أبو بكر قادة جيوشه بالحيطة والحذر ممن قد يندس بينهم، وعدم مُقاتلة من يُجيبهم إلى الإسلام، والرفق واللين بجند المُسلمين.

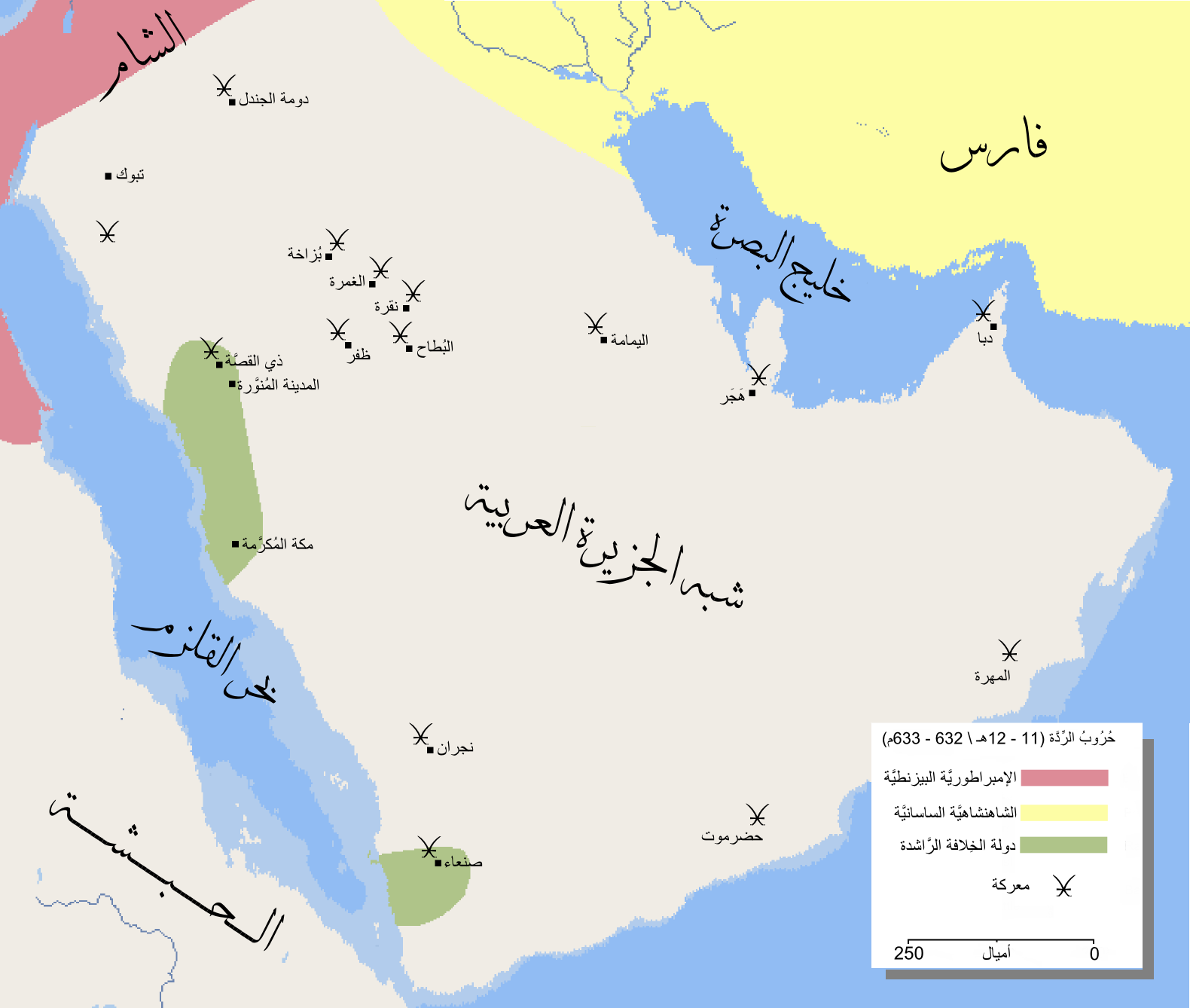
خارطة تُظهرُ أبرز المعارك التي وقعت أثناء حُرُوب الرَّدة بين المُسلمين والقبائل العربيَّة المُرتدَّة عن الإسلام ومعهم مُدعي النُبوَّة.

بالرغم من وفاة الأسود العنسي، إلا أن أمور اليمن اضطربت من جديد. فقد طمع قيس بن مكشوح المرادي في مُلك اليمن، فارتد عن الإسلام، ثم أعد قيس مكيدة لفيروز وداذويه، فقتل داذويه وفر فيروز إلى جبال خولان. وجمع جيشًا قاتل به قيس ابن مكشوح، وهزمه وأُسره وحليفه عمرو بن معديكرب. أمر الخليفة أبو بكر المُهاجر بن أبي أُميَّة وعكرمة بالتوجه إلى حضرموت لقتال المرتدين، فسار المُهاجر من صنعاء، وسار عِكرمة من أبين، والتقيا في مأرب وعبرا صحراء صهيد يُريدان حضرموت. والتقى الفريقان في محجر الزرقان، واقتتلا فانهزمت كندة،  فسلّم فيروز أسيريه إلى المهاجر فأرسلهما إلى المدينة، فعنّفهما أبو بكر ثم عفا عنهما بعد اعتذارهما، وبذلك استقر الوضع لصالح المسلمين في اليمن. وولّى أبو بكر المُهاجر وعكرمة على اليمن، وعُبيدة بن سعد على السكاسك وكِندة، وأقر زياد بن لُبيد على حضرموت. وعمل المهاجر على مطاردة جيوب المرتدين في اليمن حتى تمكّن منهم.
تمكَّن القادة العسكريّون المسلمون من القضاء على حركة المُرتدين في كامل أنحاء شبه الجزيرة العربية، وقتلوا عددًا من مُدعي النبوَّة فيما تاب عددٌ آخر،  وأخذت حركات الردَّة الأخرى تتساقط الواحدة تلو الأخرى، حتى انتهت كليًّا، وأخذ أبو بكر يستعد لمواجهة الروم والفرس في الشام والعراق بعد أن أعاد توحيد العرب تحت راية الإسلام.
لعبت القبائل اليمانية دوراً مفصلياً خلال الفتوحات الإسلامية أيام الخلفاء الراشدين، عندما خرج سعد بن أبي وقاص من المدينة قاصداً العراق على رأس أربعة آلاف مقاتل، ثلاثة آلاف منهم كان من اليمن. وكان عدد مقاتلي مذحج في معركة القادسية في السنة 15 هجرية ألفين وثلاثمائة مقاتل من أصل عشرة آلاف  قائدهم مالك بن الحارث الأشتر النخعي، وشاركت حضرموت بسبعمائة مقاتل،  وكان عمرو بن معديكرب الزبيدي على ميمنة سعد بن أبي وقاص في تلك المعركة،  واشتركت المعافر وخولان وعك والأشاعرة وتُجيَّب وهمدان في الفتح الإسلامي لمصر (20-33 هـ) وشمال أفريقيا وفتح الأندلس 92 هـ، واستوطنت همدان وحِميَّر في الجيزة فقد أشرف على تخطيط الفسطاط أربعة هم معاوية بن خديج التُجيَّبي وشريك بن سمي الغطيفي من مراد مذحج وعمرو بن قحزم الخولاني وحيويل بن ناشرة المعافري، وجل القبائل القاطنة في الفسطاط كانت يمانية. وخلال دولة الأمويين انقسموا بين الفريقين علي بن أبي طالب ومعاوية بن أبي سفيان فكانت همدان بجانب علي في كل معاركه في صفين والجمل ومع ابنه الحسين بن علي في كربلاء  وكذا غالب مذحج، أما كندة فكانت أحد أهم القبائل التي اتكل عليها الأمويون إذ كانت كندة من أهم ركائز جند فلسطين وجند حمص، وإن كان أفراد منهم متشيعين مثل حجر بن عدي. وكان معاوية بن حديج هو من وفد على عمر بن الخطاب بفتح الإسكندرية، وأول قائد مسلم يهاجم صقلية،  وهو من بنو تجيب إحدى قبائل كندة، وكان خارجياً أصلا فاستماله معاوية بن أبي سفيان، فبعد أن استتبت الأمور للأمويين أخذوا بإغداق الأموال والمناصب على رؤوس القبائل لاستمالتهم، فمعاوية بن خديج ابن عم كنانة بن بشر أحد قتلة عثمان بن عفان،  وتولى بن خديج التُجيّبي ولاية برقة ثم تولى ولاية مصر إلى أن توفي، وهو محمد بن أبي بكر، وكان على رأس «كرديس» من الكراديس في معركة اليرموك ومعه وحوشب ذي ظليم وشرحبيل بن السمط.

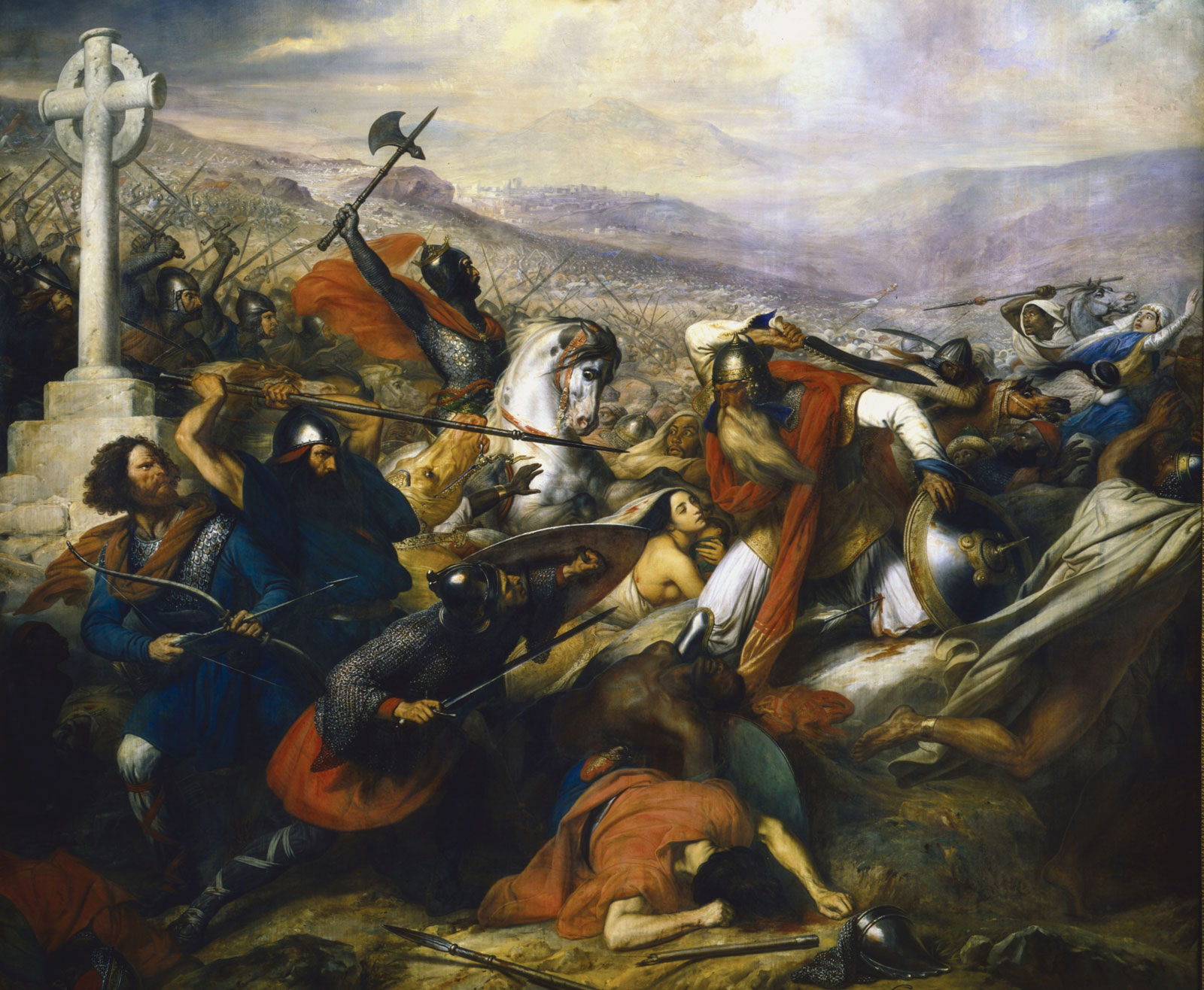
معركة بلاط الشهداء بريشة الفرنسي شارل دي شتويبن

أما مذحج فقد كان عدد أحد قبائلها في معركة القادسية حوالي ألفين وثلاثمائة مقاتل من تعداد الجيش البالغ عشرة آلاف مقاتل، وقد أرسلهم عمر بن الخطاب إلى العراق حيث كان قائدهم مالك بن الأشتر النخعي على ما أورد ابن أبي شيبة في مصنفه،  والنخع أحد قبائل مذحج، وجاء في مصنف ابن أبي شيبة، أنهم قدموا من اليمن إلى المدينة فتفحصهم بن الخطاب وقال :«إني أرى الشرف فيكم متربعا فسيروا إلى العراق» فقالوا : «بل، نسير إلى الشام» فأصر عمر على مسيرهم للعراق وكان لعمرو بن معديكرب بلاء كبير في المعركة وهو مذحجي. وكان مالك الأشتر فاتح عاصمة بلاد الرافدين آمد والمدينة التركية ميافارقين، وولي على مصر في خلافة علي بن أبي طالب.
وكان لخولان دورٌ كبيرٌ في فتوحات مصر، واستوطنت قبيلة همدان في الجيزة، ويبدو أنهم أصروا على ذلك،  وكان السمح بن مالك الخولاني أحد القادة الذين حاولوا ضم فرنسا دون جدوى وقتل في تولوز وأعقبه قائد يمني وهو عبد الرحمن الغافقي الذي قتل في معركة بلاط الشهداء بقيادة الفرنسي شارل مارتيل وبقيت فرنسا عصية على المسلمين،  وقامت القبائل بتخطيط الفسطاط في مصر وتوزيع المساكن على أساس قبلي، فكان لكل قبيلة خطة وجلهم قبائل يمانية،  وكان اليمنيون في مصر وشمال أفريقيا أكبر مجموعة قبيلة في العصور الأولى لاستيطان العرب في تلك المناطق ،  ولكن هذا لا يعني أنهم لم يتواجدوا في مناطق أخرى، فجل عرب الشام أيام الخلافات كانوا من اليمن عكس من استوطن العراق،  وبالذات في حمص والبلقاء وغيرها من قبائل همدان وكندة.
وقد ذُكر أن القبائل اليمنية كانت أخبر بمعارك البحر من غيرها،  وكان يزيد بن علقمة الغطيفي المرادي من أنقذ سفينة عبد الله بن أبي السرح من غرق محقق في معركة ذات الصواري،  وغزى حميد بن معيوف الهمداني جزيرة كريت اليونانية واشترك اليمنيون في فتوحات النوبة وعانوا فيها كثيراَ، حتى أن معاوية بن خديج فقد عينه فيها وقال أحد الحِميريين أن أهل النوبة أمهر الناس في الرماية وإصابة العيون،  وكان الحميريون بقيادة صالح بن منصور الحميري من نشر الإسلام بين الأمازيغ في منطقة الريف المغربي وأقاموا إمارة نكور أو إمارة بني صالح.

## العصر الأموي

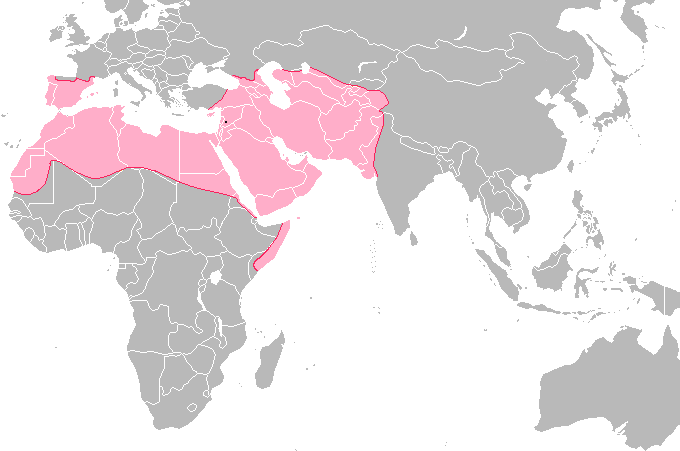
الدولة الأموية عام 750م.

استمرت الدولة الأموية في اليمن لما يقارب 90 عاماً (661-750م) بعشرين واليا جلهم من أقرباء الأمويين ومن كبار قادتهم، وكان أولهم عثمان بن عثمان الثقفي وخلفه عتبة بن أبي سفيان أخو الخليفة معاوية. وكان آخر الولاة الأمويين الوليد بن عروة.
لم يشكل اليمن أهمية كحال الكثير من الأقطار في الجزيرة العربية للدولة الأموية، إذ أن مراكز الخلافة المهمة كانت في الشام ومصر والعراق. وقامت ثورة إباضية في أواخر العهد الأموي بقيادة عبد الله بن يحيى المعروف في الأوساط الإباضية باسم «طالب الحق» وكان مؤيدا من أزد عمان أحد أهم مراكز الإباضية قديما وإلى العصر الحالي  فاستولى عبد الله على صنعاء وكافة اليمن وحبس إبراهيم بن جبلة وقاسم بن عمر يوما وقال لهما: «إنما حبستكما خوفاً عليكما من العامة فأقيما إن شئتما أو إشخصا» ولم يتعرض لهم عبد الله بسوء وقام بفتح الخزائن وقسم المال على فقراء صنعاء،  وسيطر عبد الله على الحجاز عام 128 هجرية وجعل عليها المختار بن عوف الأزدي. بسط الإباضية سيطرتهم على اليمن والحجاز حتى سير إليهم مروان بن محمد، آخر خلفاء بني أمية جيشاً كبيرا وكانت أول المعارك في وادي القرى ناحية العلا قُتل فيها بلج بن عقبة الأزدي فخرج المختار بن عوف الأزدي من مكة. دارت بينهما معركة خلصتها من قبضة الإباضية وقُتل عبد الله في الطائف عام 130 هجرية، وكان لإباضية اليمن اتصال وعلاقات قوية مع أقرانهم في عُمان وكان لهم وجود في حجة وشمال صنعاء ولم يستمروا طويلاً لكثرة حروبهم مع الزيدية والإسماعيلية وغيرهم من فرق الشيعة، فأبعد المذاهب الإسلامية عن التشيع هو الإباضية الذين لا يعترفون بمفهوم الإمامة إلا بالانتخاب، ولا عبرة للنسب المسمى «شريف» لدى الشيعة بشكل خاص والسنة بدرجة أقل،  خرج الإمام موسى بن عيسى الجابري وهو من همدان طالباً الإمامة لنفسه، وانتخبه إباضية اليمن إلا أن الزيدية والذين كانوا همدانيين كذلك كانوا لهم بالمرصاد.
وبقيت الإباضية قوية في البلاد حتى أفل نجمها في القرن السابع الهجري (الرابع عشر الميلادي). عندما اعتنقوا المذهب الشافعي بعد معارك طاحنة مع الشيعة دفعتهم لمناصرة الدولة الأيوبية واعتناق مذهبهم مفضلين ذلك على اعتناق مذهب الزيدية أو الإسماعيلية.

## العصر العباسي

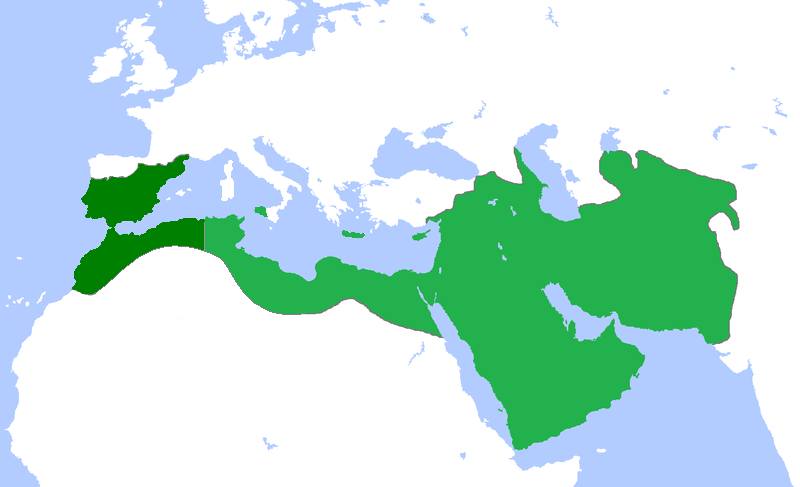
الدولة العباسية في أقصى اتساعها عام 850:
أراضي بقيت تحت حكم الأمويين وفي الأندلس في بداية عهدها
أراضي استمرت تابعة للدولة العباسية حتى انهيار خلافة بغداد 1258 ميلادي.

سار العباسيون من جهة نظام الحكم سيرة الأمويين قبلهم وأرسلوا الولاة إلى اليمن بمخاليفه المتعددة أو مضموماً إليها الحجاز، وعرفت اليمن في العصر العباسي الأول ولاةً عباسيين أقوياء تمكنوا من ضرب الثورات التي قامت ضدهم، خاصة في حضرموت زمن الوالي معن بن زائدة الشيباني الذي ولي اليمن لأبي جعفر المنصور،  وجهات تهامة والساحل زمن الوالي حماد البربري الذي ولي اليمن لهارون الرشيد، والذي عانى من ثورة قام بها الهيصم بن عبد الصمد الحميري استمرت فترة طويلة، لتتحول بعدئذ إلى ثورة للإطاحة بالوجود العباسي في اليمن،  وتذكر المصادر إن عهد حماد كان عهد استقرار وأمان، أما أغلب ولاة بني العباس فقد اشتهروا بالظلم وفساد الذمة وهو ما مهد عند ضعف الدولة العباسية لتكون اليمن مركزاً لنشوء الدويلات المنفصلة أو المستقلة عن الخلافة العباسية، ويمكن الجزم أنه حتى أوائل القرن الثالث الهجري، كانت اليمن ولاية تابعة للدولة العباسية مباشرة حتى مع وجود دولة بني زياد التي ساهم المأمون في إنشائها في تهامة عام 203 هـ عقب تمرد قبائل الأشاعرة وعك في تهامة في مطلع القرن الثالث.

### بنو زياد

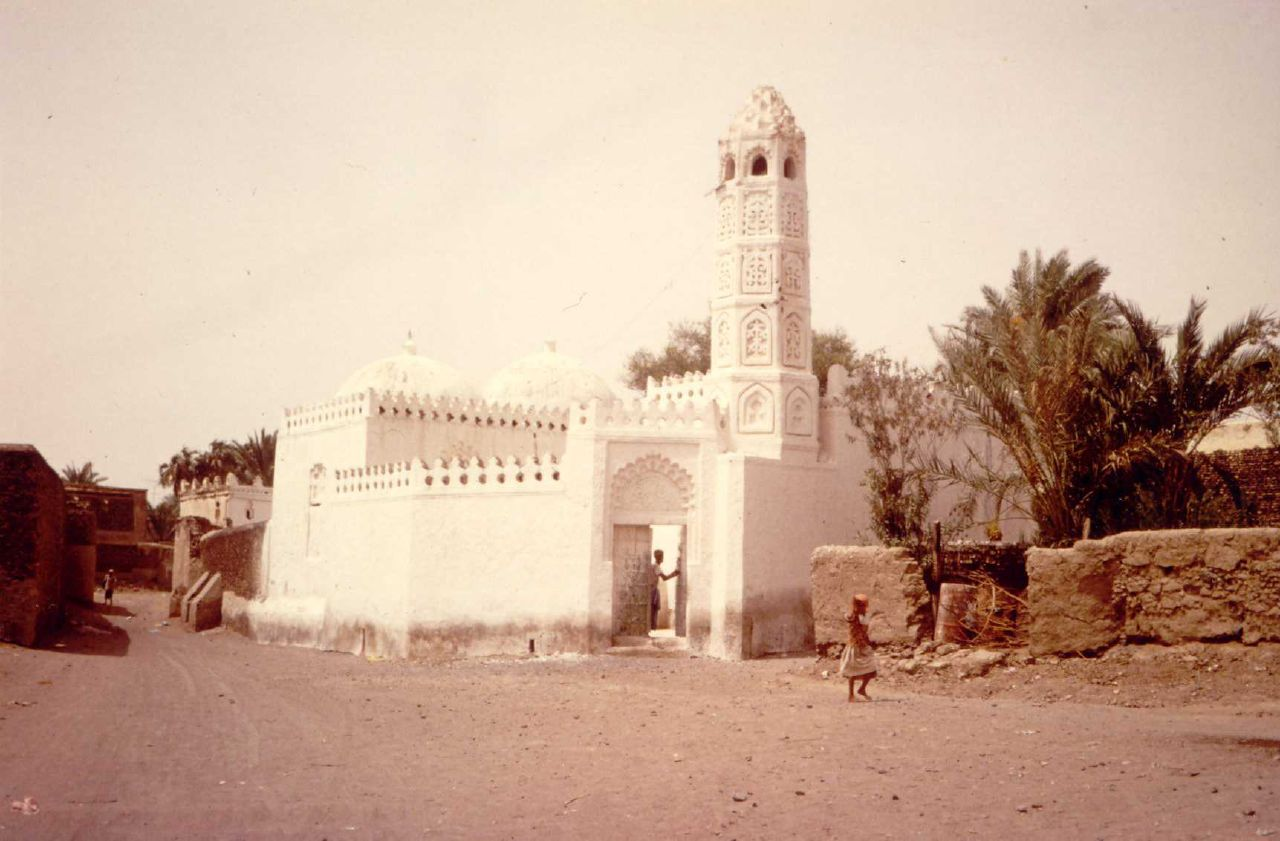
زبيد المصنفة ضمن مواقع التراث العالمي

تأسست الدولة الزيادية على يد محمد بن عبد الله بن زياد الأموي في الفترة 819 – 1019م، بعد تمرد قبائل الأشاعرة وعك في تهامة ، وكانت مدينة زبيد عاصمتها، وكانت دولة تابعة لمركز الخلافة في بغداد، ودخلت في صراع استمر لثلاث سنوات، وبدعم من المأمون امتدت سلطتها من مدن حلي بن يعقوب جنوب مكة شمالاً، حتى عدن مروراً بمخلاف جرش (عسير)، وحضرموت، والشحر والمهرة جنوباً،  بالإضافة إلى المناطق الوسطى في مخلاف الجند في تعز ومخلاف جعفر في إب.
وحين توفي محمد بن عبد الله بن زياد الأموي عام 859م، بدأت الدولة بالتفكك وخلفه ابنه إبراهيم حتى توفي عام 901م، وخلفه كذلك ابنه زياد بن إبراهيم لعامين حتى 901م، وتبعه أخوه إسحاق بن إبراهيم لثمانين عاماً 903-981م. ثم بدأت الدولة الزيادية بالتفكك، فاستقلت دولة المخلاف السليماني، وكذلك فعل آخرون من النواب في المعافر وعدن وأبين ولحج وحضرموت.

### بنو يعفر
قامت دولة بنو يعفر في الفترة 839 – 1003م. ومؤسسها يعفر بن عبد الرحمن الحوالي من طرف الخليفة المعتمد على الله العباسي، وهو حِميَّري  وأتخذ من صنعاء عاصمة له، وسيطر على ما جاورها من الأرياف والجوف، والمنطقة الجبلية مابين صعدة وحتى تعز. بدأ نفوذ «بني يعفر» في شبام بحضرموت عام 839م، وامتد نفوذهم إلى صنعاء عن طريق عبد الرحيم بن إبراهيم الحوالي الحميري اليمن نيابة عنه، فلما تُوفِّي عبد الرحيم قام ابنه يعفر مقامه، وصارع في ميادين عديدة، كان من أهمها صراعه ضد حمير بن الحارث والي اليمن، وصراعه ضد بني زياد حكام زبيد، فلما تُوفِّى محمد ابن زياد في 859م استقر سلطان «يعفر» في صنعاء، فبدأ بتأسيس دولته فيها، وتم له ذلك في سنة 861م، فاعتبر المؤرخون هذه الدولة هي صاحبة الفضل قي تحقيق استقلال اليمن،  إلا أنها اختلت اختلالا واسعًا في عهد «محمد بن إبراهيم» نتيجة لاقتحام الأئمة الزيديين والقرامطة البلاد، واحتل القرامطة صنعاء من عام 900م حتى استردها أسعد بن إبراهيم مرة أخرى في 916م، واستمرت تلك الدولة حتى عام 997م.

### الصراع على السلطة
خرجت صعدة عن سيطرة بني زياد عند قدوم يحيى بن الحسين إليها لتأسيس الدولة الهادوية (284 – 1006 هـ) وأسس الأمير نجاح مولى مرجان الحبشي دولة بني نجاح على أنقاض دولة بني زياد في زبيد في الفترة 1013 – 1161م، وهو حاجب أمير بني زياد،  واستطاع إعلان دولته بعد أن قضى على مولاه مرجان، فأعلن نفسه سلطانا على تهامة، وشرع نجاح في مراسلة الخليفة العباسي القادر بالله ببغداد معلنا ولاءه وطاعته للدولة العباسية، فأجازه بذلك ونعته بالمؤيد نصير الدين. وحكم الأمير نجاح منطقة تهامة إلى موته عام 1060 مسموماً على يد جارية أرسلها إليه علي بن محمد الصليحي، واستطاع الصليحي دخول زبيد والسيطرة عليها حتى استعادها منه سعيد بن نجاح عام 1080، وحكمت تلك الأسرة حتى عام 1159م عندما استولى عليها بنو مهدي.

### الدولة الصليحية

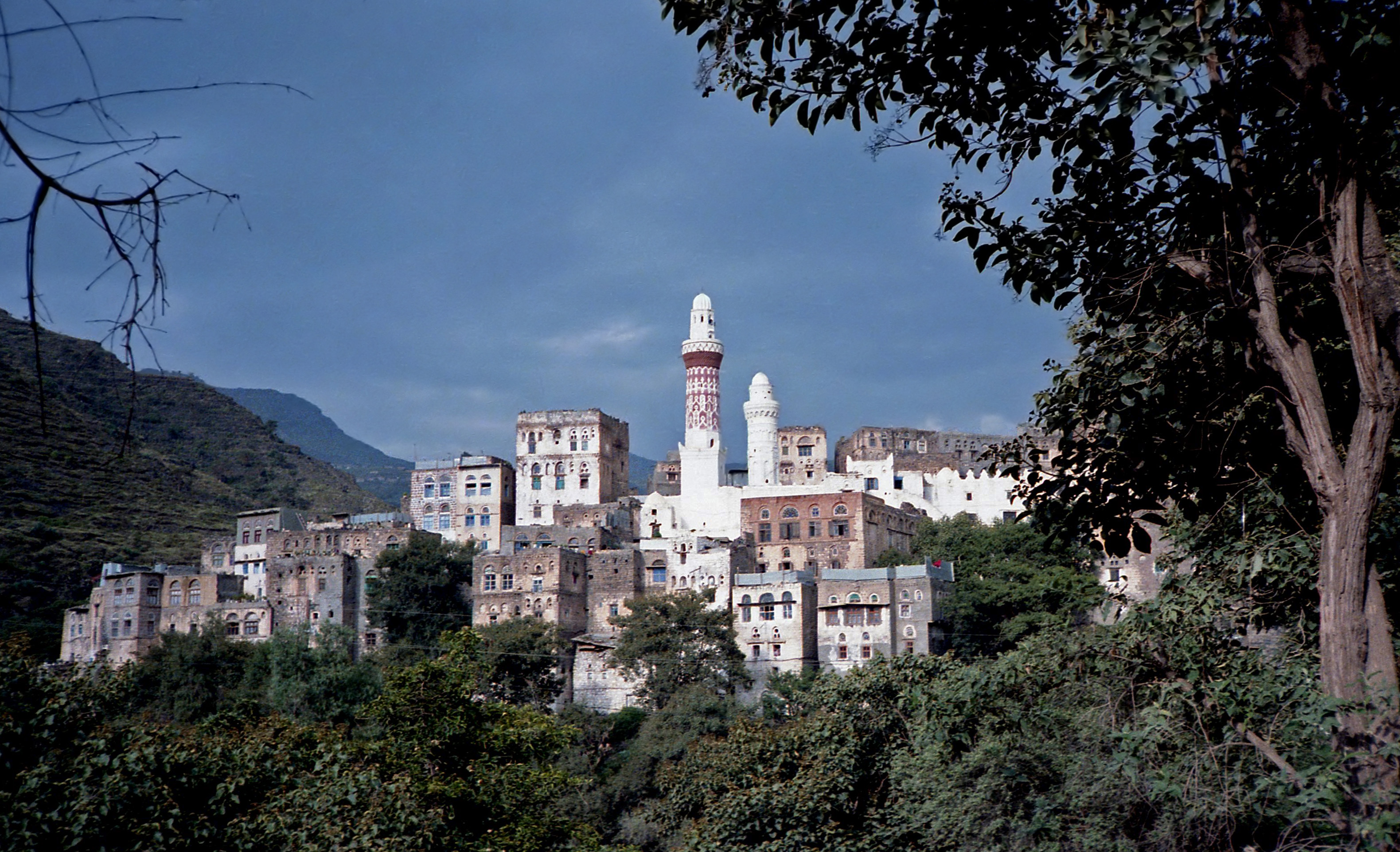
جبلة مدينة الملكة أروى الصليحي والمصنفة ضمن مواقع التراث العالمي

أعلن علي بن محمد الصليحي ثورثه في جبل مسار عام 1047، في المرتفعات الوسطى في مدينة جبلة بإب، وتمكن من هزيمة الجيوش غير المنتظمة، ومنهم أشراف الزيدية وزعماء القبائل، وكان إسماعيليا، ومواليًا للخليفة الفاطمي. وتمكن الصليحي من تأسيس ما عرف بالدولة الصليحية في الفترة 439 – 532 هـ / 1048 – 1138م.
كانت البلاد تحكم من قبل عشائر عديدة وصغيرة مثل بنو معن الأصابحة وهم حكام عدن ولحج في تلك الفترة، وبنو الكرندي المعافر وكانوا يسيطرون على تعز وإب، وغيرهم كانوا يسيطرون على حصون عديدة في صعدة وحول صنعاء وحراز. ويصف أحد المؤرخين صنعاء بأنها «كالخرقة» كل شهر عليها حاكم جديد. وكان علي بن محمد الصليحي من منطقة حراز ولا زالت هذه المنطقة من أهم معاقل الإسماعيلية إلى اليوم، ولكن الصليحي كان سنياً في الحقيقة بل والده كان قاضيا شافعياً، اعتنق علي بن محمد الصليحي المذهب الإسماعيلي لتأثره بدعوة رجل الدين سليمان الزواحي. سيطر الصليحيون على صنعاء عام 1040 وقتل إمام الزيدية أبو الفتح الناصر الديلمي، ثم راسل الخليفة الفاطمي المستنصر بالله في مصر يطلب منه السماح بإظهار الدعوة الإسماعيلية بعد أن كانت سرية، والسبب في ذلك يعود لخشية الصليحي أن تقوم الدولة العباسية في بغداد بإرسال جيش إلى اليمن لقمع الإسماعيلية فرأى في الفاطميين في مصر حليفا موثوقا ما فكر العباسيون بقمع حركته. لم يعلن علي الصليحي دعوته حتى العام 1047 بعد توافد قبائل يام وهمدان. لم تكن كل همدان ففروع من حاشد التفت حول زعماء إقطاعيين إلا أن الصليحي تمكن من القضاء عليهم ثم توجه جنوباً فسيطر على مخلاف الجند (تعز) ومخلاف جعفر (إب) وعدن وتمكن من القضاء على خصومه بني نجاح في زبيد ثم حضرموت وبحلول عام 1062 تمكن من الإطاحة بكل القوى القبلية والحاكمة، وشمل حكم الصليحيين بلاد اليمن وأتخذ من صنعاء عاصمة لدولته. وسيطر علي بن محمد الصليحي على مكة عام 1063. كان يُدعى له هو وابنة عمه وزوجته أسماء بنت شهاب في خطب الجمعة وهو ما لم يحدث في أي مكان في المنطقة العربية بعد الإسلام.

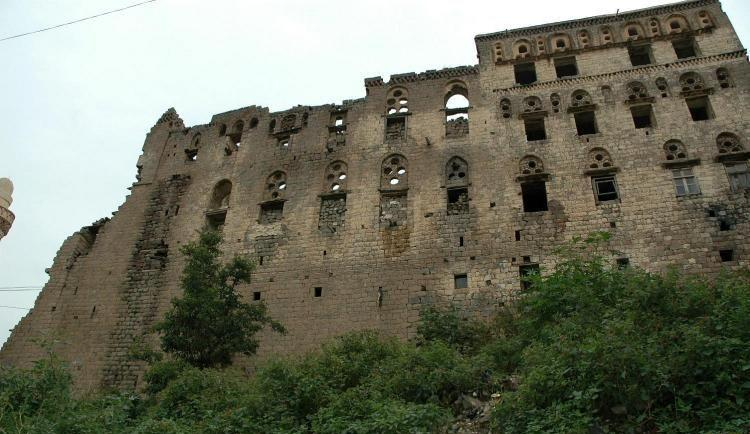
بقايا قصر الملكة أروى بنت أحمد وبه 365 غرفة بعدد أيام السنة، غرفة لكل يوم

قتل علي بن محمد الصليحي على يد النجاحيين،  وخلفه ابنه المكرم أحمد بن علي الصليحي عام 1084 الذي ولى سلالة بنو زريع على عدن، ولم يدم حكمه لأكثر من ثلاث سنين فاضطر لتسليم السلطة لزوجته أروى بنت أحمد الصليحي عام 1087 لإصابته بشلل العصب الوجهي،  وبموت المكرم أحمد بدأ الوهن يدب في مفاصل الدولة، وانقسم الصليحيون على أنفسهم، وتولت الملكة أروى الحكم من بعده، فقامت بنقل العاصمة من صنعاء إلى جبلة بمحافظة إب حالياً وسبب ذلك يعود لموقع جبلة الإستراتيجي في مرتفعات اليمن الوسطى الخصبة زراعياً وسهولة الوصول للمناطق الجنوبية من البلاد وبالذات عدن أرسلت الملكة دعاة إسماعيلية إلى الهند حيث تشكل مجتمع إسماعيلي بارز لا يزال متواجداً إلى اليوم. رغم أن ملوك بنو صليح كانوا إسماعيلية، إلا أن الملاحظ أنهم لم يحاولوا فرض مذهبهم على أحد ولم يضطهدوا الشافعية والزيدية. وحاولت ردع الكيانات السياسية والقبلية وإعادتهم تحت النفوذ الصليحي، حكمت «السيدة الحرة» كما تُعرف في كتب التاريخ اليمنية باقتدار ولا تزال تذكر بإعجاب ومحبة ويشهد على ذلك كتب التاريخ والأدب اليمني والتقاليد الشعبية حتى أنها سُميت بلقب «بلقيس الثانية» في إشارة لملكة سبأ الأسطورية.
وعندما توفي السلطان سليمان بن عامر الزراحي عام 1138 آخر سلاطين الصليحيين، استقلت المناطق بما فيها صنعاء وقامت فيها دولة بني حاتم الدولة الحاتمية الهمدانية، واستطاع أحمد بن سليمان إعادة الإمامة الزيدية في صعدة، واستقلت عدن وعليها بنو زريع وهم من قبيلة يام، وكان المكرم الصليحي من ولاهم إياها، وسيطروا على عدن وأبين وتعز في الفترة 470 – 569 هـ / 1078 – 1174م.
وعاد النجاحيون لفترة قصيرة إلى تهامة، إلا أن علي بن مهدي الحِميَّري قضى عليهم وخلفهم في زبيد مؤسساً دولة بني مهدي في الفترة 1159 – 1174 م،  وفرض عليهم نمط حياة معين وعزلهم عن المجتمع عام 1154، فكانت تلك بداية ظهور فئة من المواطنين اليمنيين في العصر الحديث يعرفون بالأخدام. وسيطر بنو مهدي على أراضي السليمانيين في جيزان وتعز وإب، فتحالف بنو زريع مع حكام صنعاء وتمكنوا من هزيمة المهديين.

### بنو حاتم
أسس حاتم بن علي الهمداني الدولة الحاتمية الهمدانية في 1101م وذلك بعد موت السلطان الثالث من سلاطين آل صليح، وأتخذ من صنعاء عاصمة له، وتداولت السلطة فيها ثلاث أسر همدانية هي آل الغشم المغلسي الهمداني (1101 - 1116م)، وآل قبيب بن الربيع الهمداني (1116 - 1139م)، وأسرة آل عمران بن الفضل اليامي (1139 - 1174م).
ويعد سلاطين «آل عمران بن الفضل» أشهرَ مَنْ حكم الدولة الهمدانية، إذ أرادوا إعادة صياغة خريطة اليمن السياسية، فمنذ تولي حاتم بن أحمد بن عمران اليامي الحكم في 1138، مد نفوذه إلى كثير من مناطق اليمن حتى بلغ معاقل الإمامة الزيدية، وهو توسع غير مسبوق، وفي عهده ظهر الإمام الزيدي أحمد بن سليمان الذي أعاد الإمامة الزيدية في 1138 من الصليحيين، وخاض الطرفان حروباً داميةً امتدت نحو عقد من الزمان، لرغبة كل منهما في التوسع على حساب الآخر في المناطق التي كانت تقع تحت نفوذ الصليحيين. وتبعه في الحكم نجله علي بن حاتم بن أحمد عام 1162، وكان نهجه السياسي تجاه الإمامة الزيدية مغايراً تماماً لنهج أبيه، ودخلت العلاقات الحاتمية الزيدية طوراً جديداً واتسمت بالود والمؤازرة، غير أن سياسته السلمية لم تحل بينه وبين مواصلة التوسع، فمد نفوذه إلى المناطق الشمالية والشمالية الغربية، حتى انحصر نفوذ الإمام أحمد على صعدة فقط، فكان هذا أقصى توسع بلغته الدولة الحاتمية الهمدانية عبر تاريخها. وعندما دخل الأيوبيون اليمن في 1174م واجهوا مقاومة شديدة من بني حاتم والأئمة الزيدية. ودخل سلاطين آل حاتم المحليين مرحلةً جديدةً في الفترة ما بين 1189 و1228م، اتسمت بنفوذهم المحلي على بعض المناطق باتفاقاتهم مع الأيوبيين.
وكانت لكثير من هذه القوى المتصارعة في اليمن ارتباطاتها الفعلية أو الاسمية، فآل زياد يدينون بالولاء لبني العباس. واليعفريون حسب أوضاع القوة والضعف تارة يستقلون نهائياً وأخرى يعترفون بالخلافة العباسية أو هي تعترف بهم وتقرهم على أوضاعهم. وسهل وجود خمس سلالات متنازعة على طول الخطوط الدينية، على الدولة الأيوبية دخولها إلى اليمن عام 1174.

## العصر الأيوبي

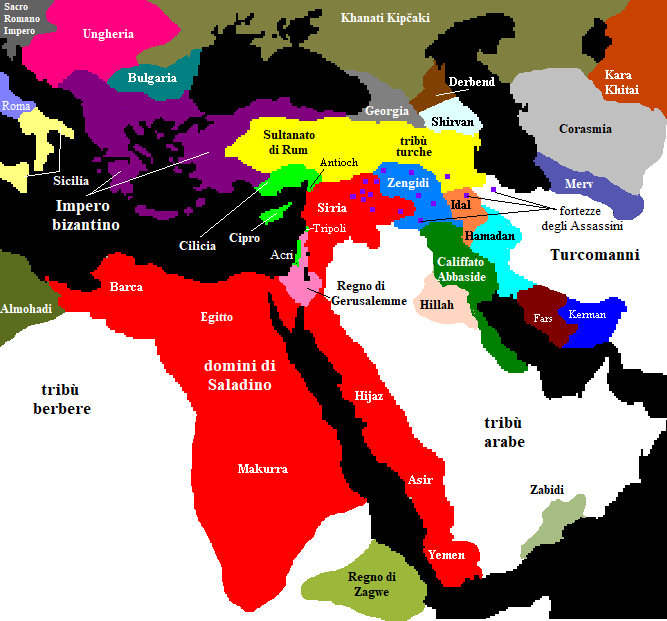
الدولة الأيوبية صلاح الدين الأيوبي قرابة عام 1190م

أرسل الناصر صلاح الدين حملات إلى اليمن في 1173م كللت بالنجاح وسيطرت على البلاد وقضت على الإمارات المحلية، وأرسل أخاه توران شاه بن أيوب عام 1174 ليتعقب فلول الفاطميين، خشية أن يهربوا من مصر إليها، فنزل في زبيد بتهامة أولاً وقضى على أبناء علي بن مهدي ثم توجه إلى عدن وأخذها من بني زريع ثم توجه ناحية حضرموت، ولم تكن حضرموت نفسها خاضعة لأسرة واحدة، فقضى على تلك الأسر في الشحر وتريم وشبام.
واجه الأيوبيون مقاومة شديدة من الزيدية والإسماعيلية بالمرتفعات الشمالية. وكان اليمن وقتها يعاني من صراعات مذهبية. فأئمة الزيدية وأتباعهم كانوا يقاتلون على جبهتين، «فرقة المطرفية» وجيوش الأيوبيين. واتخذت القوى المناوئة للأيوبيين أسلوب حرب العصابات لاستنزافهم، كون جيش الأيوبيين كان جيشا نظاميا مدرباً وبقدرات عالية تفوقهم، لذلك لم يستطع الأيوبيون من تأمين صنعاء حتى العام 1189. وفشلوا في السيطرة على صعدة، معقل الزيدية. فعمل الأيوبيون على تقليل خسائرهم بالسيطرة على المدن المهمة فقط مثل عدن وزبيد وتعز والشحر، وخرج أحد أمراء آل دغار في حضرموت على الأيوبيين عام 1191 وانتهى خروجه بالمصالحة وإطلاق الأيوبيين لأفراد من أسرته كانوا قد اعتقلوهم سابقاً، وثار الزيدية بقيادة الإمام المنصور بالله عبد الله بن حمزة في شبام كوكبان نفس السنة ودارت معركة بينهم وبين الأيوبيين خلفت مئتي قتيل منهم وسبعمائة من جيش الأيوبيين. ونجح الزيدية بقيادة المنصور بالله عبد الله بن حمزة في استعادة صنعاء من الأيوبيين عام 1197.
انشغال توران شاه باليمن كان على حساب سلطته في مصر، فطلب من أخيه العودة، إلا أن صلاح الدين الأيوبي عينه حاكماً على سورية،  وأرسل صلاح الدين الأيوبي أخاه سيف الإسلام طغتكين لليمن، فأعاد السيطرة على كامل البلاد من جديد، وبقيت مناطق الزيدية عصية بعض الشي إلا أنه بفضل سياسته العادلة، تمكن من بسط نفوذه على البلاد بالإضافة إلى أن الأحقاد بين زعماء القبائل منعتهم من توحيد موقفهم إزاء الأيوبيين. توفي طغتكين وحكم بعده ابنه المعز، ولكنه جابه ثورة من الأئمة الزيدية، وانفصل المعز باليمن عن مركز الدولة في مصر فحارب الأئمة وانشق الكثير من جنده عنه وأغلبهم أوغوز، وحالفوا الزيدية وتواصلت التمردات فانتشرت في ذمار وتعز، وتضعضع حكم الأيوبيين كثيراً فلم يكادوا ينتهون من إخضاع منطقة حتى تتمرد أخرى. وكان الأيوبيين في مصر حريصين على استتاب الحكم في اليمن، فأرسلوا المسعود بن الكامل المعروف بـ«صاحب اليمن» فنزل تعز، ووالته القبائل ضد الإمام الزيدي عبد الله بن حمزة، وسيطر على عدن وذمار وشبام كوكبان وبقيت صعدة عصية على المسعود، وتنازع هو والأئمة على صنعاء إلى أن صالحهم عام 1219. ثم ثار الزيدية من جديد، وقاتلوا الأيوبيين وقتلوا منهم مقتلة عظيمة عام 1226، وخرج آخر سلاطين الأيوببين المسعود من اليمن عام 1228 ووفقا لمصادر أخرى عام 1223 وعُين عمر بن رسول نائبا له. ويمكن تلخيص حكم الأيوبيين في اليمن (1180 -1226)، بأنه كان مستقراً في المناطق الوسطى والجنوبية، لأن سكانها كانوا يدينون بمذهب الأيوبيين الديني، وهم سنة عكس المناطق الزيدية التي كانت سبباً في إرهاقهم وإرهاق غيرهم من الدول كما يظهر في دولة العثمانيين.

### الدولة الرسولية

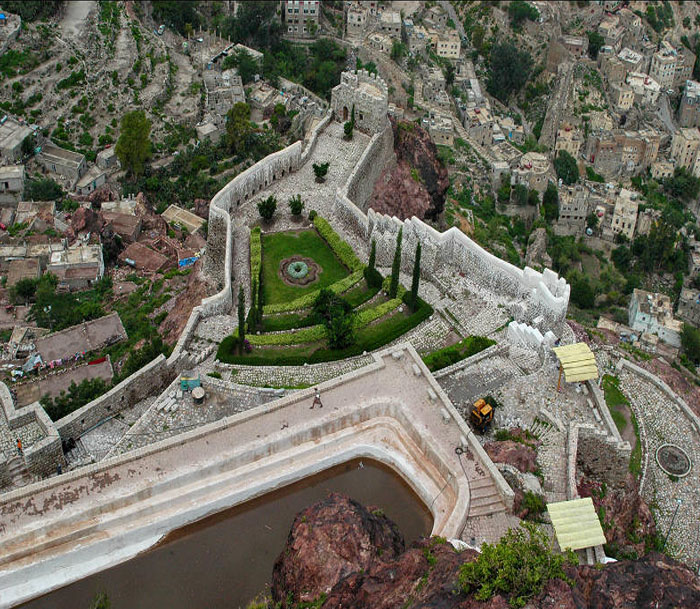
قلعة القاهرة بتعز عاصمة ملوك بني رسول

تمكن عمر بن رسول من تأسيس الدولة الرسولية (حكمت 626 – 858 هـ / 1229 – 1454 م)، وأعلن استقلالها عن الأيوبيين في مصر، وأعلن نفسه ملكاً مستقلا بتلقبه بلقب «الملك المنصور». وتمكن من توحيد البلاد من جديد وبقيت تعز عاصمته،  وكان عمر بن رسول طموحاً وسياسياً بارعا وبدأ ببناء قاعدة دعم شعبية في تعز ساعدته كثيراً في بناء الدولة الرسولية على أساس صلب. فسيطر على زبيد أولاً ثم توجه شمالاَ نحو المرتفعات الشمالية ثم إلى الحجاز فامتد ملكه من ظفار وحتى مكة،  قُتل عمر بن رسول من قبل ابن اخيه عام 1249 إلا أن الملك المظفر يوسف الأول تمكن من هزيمة ابن عمه، وقمع محاولة الزيدية لزعزعة ملكه فتلقب بالمظفر لذلك. عندما سقطت بغداد عام 1258 أمام هولاكو خان، تلقب الملك المظفر يوسف الأول بلقب الخليفة،  ونقل العاصمة من صنعاء إلى تعز لقربها من عدن.
وكسى المظفر الكعبة المشرفة من داخلها وخارجها بعد انقطاع ورودها من بغداد بسبب دخول المغول إليها، وبقيت كسوته الداخلية حتى سنة 761 هـ / 1359م،  وقد كتب على لوح رخامي داخل الكعبة النص الآتي:
| ” | أمر بتحديد رخام هذا البيت المعظم، العبد الفقير إلى رحمة ربه وأنعمه؛ يوسف بن علي بن رسول، اللهم أيده بعزيز نصرك، واغفر له ذنوبه، برحمتك يا كريم يا غفار بتاريخ سنة ثمانين وستمائة هجرية. | “ |

وبنى عدداً من المدارس والقلاع والحصون، وخلال حوالي سبعة وأربعين سنة، زهي فترة حكم المظفر يوسف، استطاعت خلالها عاصمته تعز أن تتبوأ موقعها بين المدن العربية في تلك الحقبة وما تلاها. وأنشأ داراً لضرب السكة في تعز، إضافة إلى عدن وصنعاء وزبيد وصعدة ومكة. توفي الملك المظفر في تعز ودفن بها بعد 47 عاما من الحكم منفرداً حتى ألد أعدائه، وهم الزيدية، وصفوه بأعظم ملوك اليمن تعليقا على وفاته.

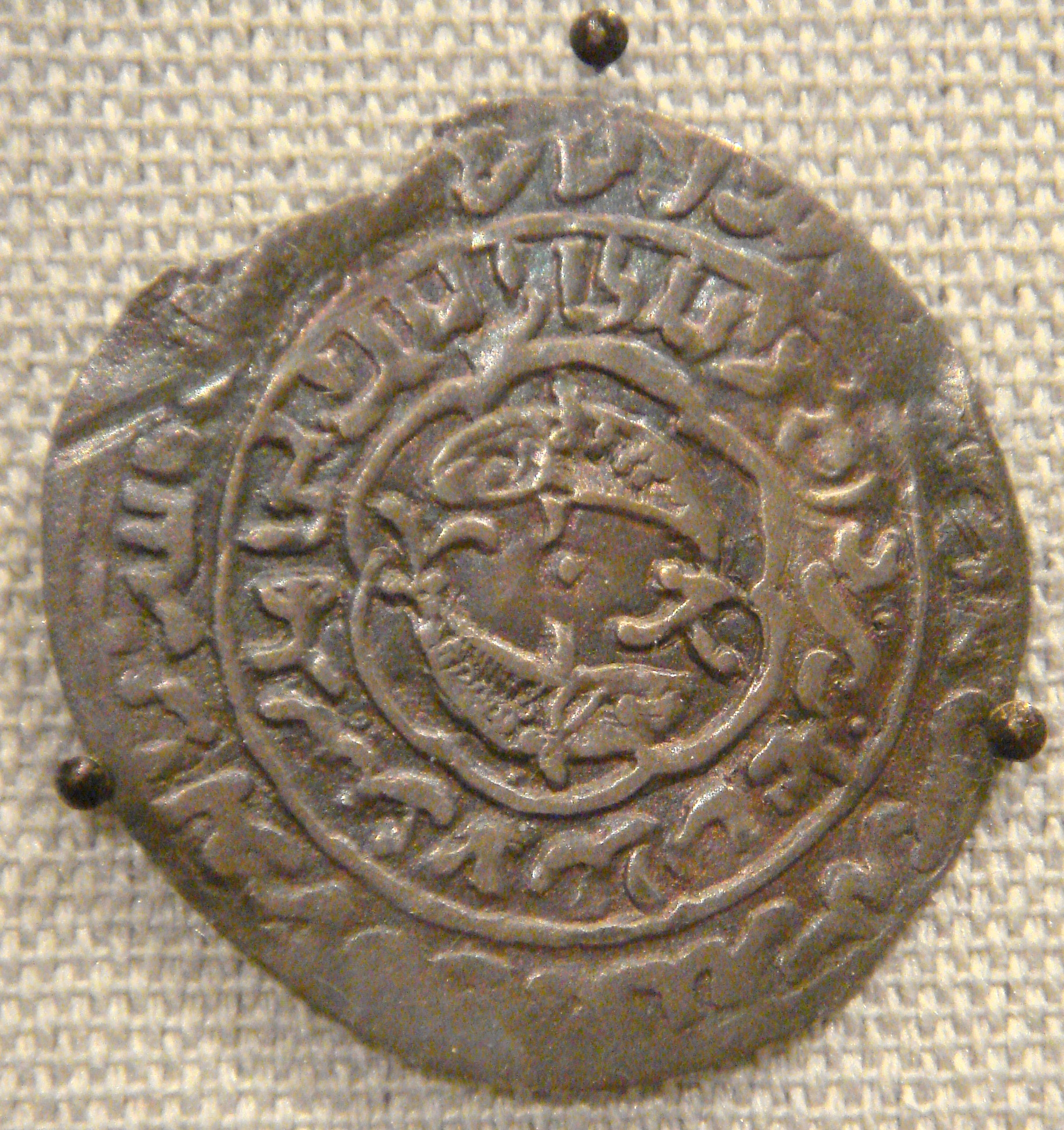
عملة من الرسوليين، عدن، في سنة 1335م.

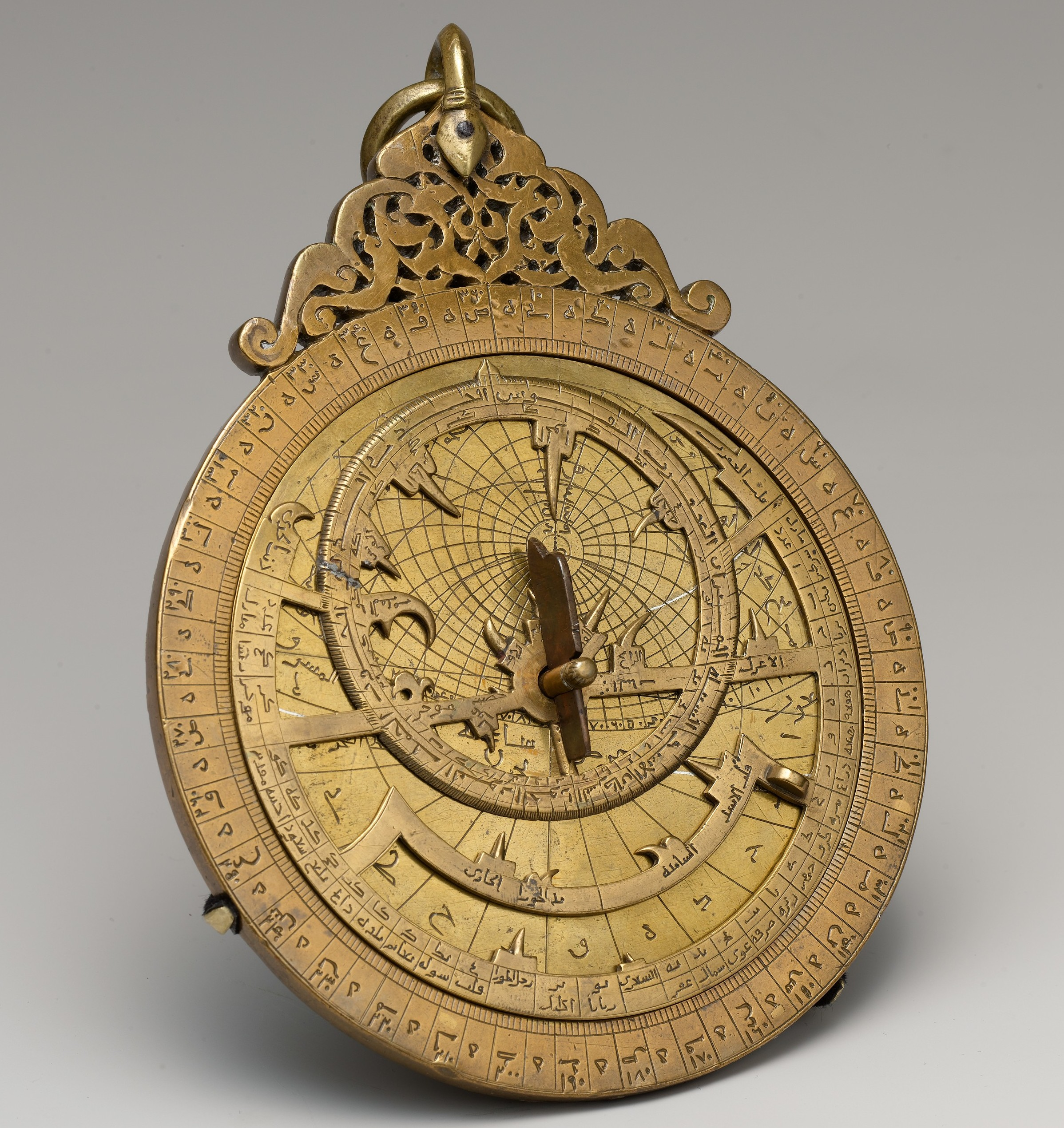
أسطرلاب مصنوع بيد الملك الأشرف عمر بن يوسف عام 1291

بنى الرسوليين قلعة القاهرة بتعز وجامع ومدرسة المظفر والمدرسة الأسدية والجبرتية والمعتبية والياقوتية والأشرفية وغيرها. وكان الهدف من ذلك تعزيز المذهب الشافعي، الذي لا يزال المذهب الغالب في اليمن. حيث كان ملوك بنو رسول رجالاً متعلمين أنفسهم فلم يكتفوا بإثراء المكتبات بالكتب بل لعدد من ملوكهم مؤلفات في الطب والفلك والزراعة. فتحولت تعز وزبيد أيام الرسوليين، إلى مراكز مهمة لدراسة المذهب الشافعي على مستوى العالم. عزز الرسوليون علاقات اليمن التجارية مع الهند والشرق الأقصى. فقد استفادوا كثيرا من التجارة العابرة للبحر الأحمر من عدن وزبيد. وشهدت عدن أحد أفضل عصورها خلال ملك الرسوليين.
كما قاموا بتبني العديد من البرامج الزراعية لترويج زراعة النخيل. وخلال هذه الفترة أصبح البن سلعة رابحة لليمن. ويعتبر المؤرخون دولة بني رسول من أعظم الدول اليمانية منذ سقوط مملكة حِميَّر،  ذلك لإنهم عكس الأيوبيين أو العثمانيين، فلم يكن وجودهم عسكرياً لتأمين مصالح خارجية لا علاقة لها بمصالح السكان، فقد اندمجوا في المجتمع اليمني، وادعوا أصلا عربياً لتبرير ملكهم وتوحيد السكان خلفهم،  ولكنهم بالتأكيد كانوا من الأوغوز.
كانت علاقة الرسوليين مع مماليك مصر علاقة معقدة، إذ احتدم التنافس بينهم على الحجاز وأحقية كسوة الكعبة، بالإضافة لإصرار المماليك على اعتبار بني رسول تابعين لهم. استمرت دولة بني رسول لأكثر من مئتي سنة إلى أن دب فيها الضعف عام 1424، فأصبحت المملكة مهددة من قبل أفراد الأسرة الحاكمة، بسبب خلافاتهم حول مسألة الخلافة، بالإضافة للتمردات المتكررة من الأئمة الزيدية وأنصارهم، كان الرسوليون يحظون بدعم سكان تهامة وجنوب اليمن واضطر الرسوليون لشراء ولاء قبائل المرتفعات الشمالية بالأموال وعندما ضعفت الدولة، وجد الرسوليون أنفسهم عالقين في حرب استنزاف، فلم يكن الزيدية يوما ما سياسيين بارعين أو حكاما أقوياء، ولكنهم يعرفون جيدا كيف يستنزفون طاقات أعدائهم. ورغم جهود الرسوليين لتثبيت المذهب الشافعي في اليمن لمجابهة الزيدية والإسماعيلية، إلا أن من أسقط دولتهم لم يكونوا أعداءهم التقليديين بل سلالة شافعية محلية اسمها بنو طاهر، إذ استغل الطاهريون الخلافات بين الأسرة الرسولية الحاكمة ليسيطروا على عدن ولحج وبحلول عام 1454 أعلنوا أنفسهم الحكام الجدد لليمن.
يعتبر «العصر الرسولي» واحدا من أزهى الفترات في بلاد اليمن، فقد أقروا الحرية المذهبية والدينية،  حتى الرحالة ماركو بولو أشاد باليمن خلال هذه الفترة ونشاطها التجاري والعمراني وكثرة القلاع والحصون بالبلاد،  فكان عهد دولة الرسوليين من أفضل العصور التي مرت على اليمن بعد الإسلام،  وهي من أطول الدول اليمنية عمراً طيلة تاريخ البلاد بعد الإسلام وبنوا قلعة القاهرة بتعز وجامع ومدرسة المظفر ولعدد من ملوكهم مؤلفات في الطب والصناعة واللغة.

### الدولة الطاهرية

المدرسة العامرية برداع بنيت عام 1504

قامت دولة الطاهريين عام 1454 وورثت الدولة الطاهرية مناطق نفوذ الدولة الرسولية وكان الطاهريون مشايخ محليين من منطقة رداع بمحافظة البيضاء تابعين لبني رسول. وخلال ال12 سنة الأخيرة من حكم الرسوليين استغل الظافر عامر بن طاهر النزاع بين أفراد الأسرة الحاكمة، حتى سلم الملك الرسولي المسعود أبو القاسم مقاليد السلطة سلمياً عام 1454. رغم أنهم لم يكونوا بقوة سابقيهم إلا أنهم بنوا العديد من خزانات المياه والجسور والمدارس في زبيد وعدن ورداع، ومن أشهر آثارهم المدرسة العامرية التي بناها الملك الظافر عامر بن عبدالوهاب عام 1504، وسميت باسمه، وهي حالياً مرشحة لتكون من مواقع التراث العالمي. وكان الإمام المهدي محمد بن أحمد بن الحسن أراد هدمها، لاعتقاده أنها من آثار كفار التأويل.

قلعة رداع التاريخية، تقع وسط مدينة رداع، يرجع تاريخ بنائها إلى عهد الملك الحميري شمر يهرعش، سنة 243 ميلادي قبل الإسلام. وقام بترميمها وإعادة بنائها لاحقاً الملك الظافر عامر بن عبدالوهاب الطاهري.

واجه الطاهريون ثلاث مشاكل تهدد حكمهم هي الخلافات الداخلية بين الأسرة، القبائل المتمردة التي كانوا يعتمدون عليها لجبي الضرائب والتهديد المستمر من الأئمة الزيدية في صعدة وصنعاء،  سيطر الطاهريون على معظم البلاد وبقيت مناطق الزيدية عصية عليهم، إذ هُزم جيش الطاهريين أمام الإمام المطهر بن محمد عام 1458،  فهم كانوا أضعف من احتواء الزيدية أو الدفاع عن أنفسهم من الغزاة الأجانب. وكان مماليك مصر يريدون ضم اليمن إلى مصر، واحتل البرتغاليون بقيادة ألفونسو دي ألبوكيرك جزيرة سقطرى عام 1513، وشنوا عدة هجمات فاشلة على عدن صدها الطاهريون. شكل البرتغاليون خطراً مباشراً لتجارة المحيط الهندي العابرة للبحر الأحمر فأرسل المماليك قوة بقيادة حسين الكردي لقتال البرتغاليين. بدأ مماليك مصر محادثات مع الطاهريين في زبيد لمناقشة ما يحتاجه الجيش المملوكي من أموال وعتاد، ولكن الجيش الذي كان ينفذ من المؤن، بدأ بالتحرش بسكان تهامة وعوضا عن مواجهة البرتغاليين قرروا إسقاط الطاهريين واحتلال اليمن، لإدراكهم ثراء نطاق نفوذ سلاطين بني طاهر. واستخدموا البارود والمدافع، وتمكنت قوات المماليك بالتعاون مع قوات قبلية موالية للإمام الزيدي المتوكل يحيى شرف الدين من السيطرة على مناطق نفوذ الطاهريين عام 1517، ودحرهم من تعز ورداع ولحج وأبين التي سقطت بيد المتوكل شرف الدين.
ولكن لم يدم الانتصار المملوكي طويلاً، بعد شهر واحد من إسقاطهم الطاهريين، احتلت الإمبراطورية العثمانية مصر وشنقت طومان باي آخر سلاطين المماليك في القاهرة. فتحالف السلطان الطاهري عامر بن داوود مع البرتغاليين فعزم العثمانيون السيطرة على اليمن لكسر الاحتكار البرتغالي لتجارة التوابل. بالإضافة لقلقهم من سقوط اليمن بيد البرتغاليين وربما سقوط مكة بعدها. وبقيت للطاهريين السيطرة على عدن حتى عام 1539 عندما سقطت بيد العثمانيين.

## العصر العثماني

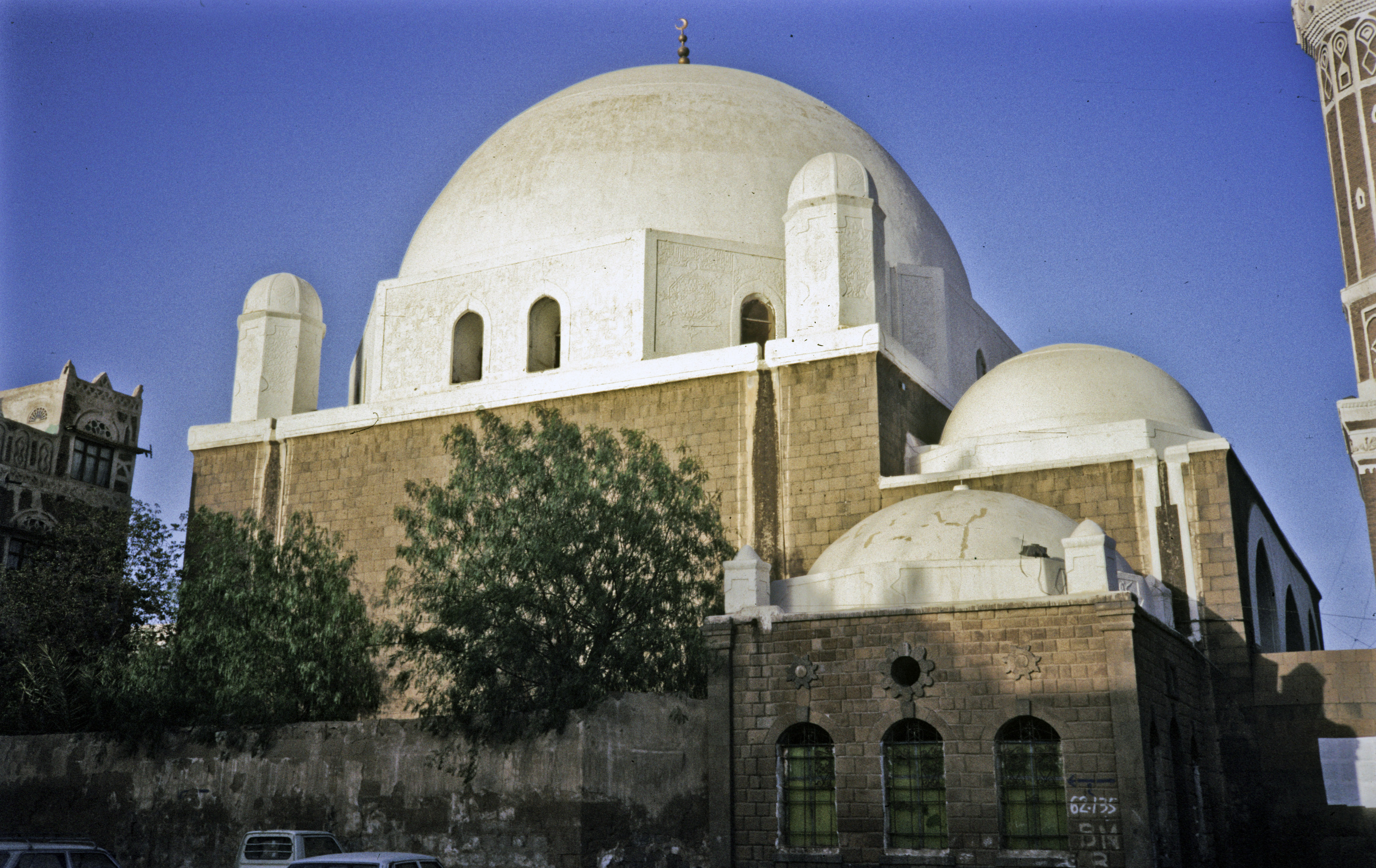
جامع البكيرية العثماني بصنعاء بُني عام 1597

دخلت اليمن مرحلة من الفوضى وغياب السلطة المركزية وبقيت عدن وحيدة بيد الملك عامر بن داوود آخر ملوك الطاهريين. إذ استغلت فصائل جديدة ضعف الطاهريين لإسقاطهم مثل آل كثير الذين سيطروا على الشحر من بني طاهر. واستمرت هجمات البرتغاليين فهاجموا الشحر بحضرموت عام 1528 بقيادة أنتونيو دي ميراندا دي أزفيدو.

اقتحم خادم سليمان باشا مدينة عدن عام 1538  وصلب عامر بن داوود وشرع عسكره بنهب المدينة  وقد يكون تجنيا على سليمان باشا كون مصادر التاريخ العثماني في اليمن كانت متحيزة لقائد دون آخر. ولكن كان خادم سليمان باشا مدركاً للحلف الذي أقيم بين عامر بن داوود والبرتغاليين  كان خادم سليمان باشا وراء القرار العثماني بدخول اليمن بعد مصر وقال عن اليمن:

بسطت الإمبراطورية العثمانية سلطتها على عدن وتهامة وأتخذ من زبيد مقرا إداريا للسلطة العثمانية. حاول العثمانيون ضم باقي اليمن وخلال الفترة ما بين 1538 و1547 أرسل العثمانيون ثمانين ألف جندي إلى اليمن، بقي منهم سبعة آلاف  فكانت سلطة الإمبراطورية العثمانية الحقيقية محصورة في زبيد والمخا وعدن طيلة فترة وجودهم ويقول أحمد حلبي، دفتردار مصر خلال تلك الفترة.:
أرسل العثمانيون أويس باشا عام 1547 إلى زبيد وكانت المرتفعات الشمالية مستقلة عليها الإمام الزيدي يحيى شرف الدين، وكان الإمام الزيدي قد اختار ابنه علي ليكون إماماً من بعده وتجاهل ابنه المطهر بن يحيى شرف الدين لأنه أعرج لا يستطيع المشي باستقامة 
فحز ذلك في نفس المطهر بن يحيى شرف الدين وتوجه إلى زبيد وأبدى استعداده لمعاونة أويس باشا للسيطرة على المرتفعات. وبالفعل اقتحمت قوات أويس باشا وأنصار المطهر بن يحيى شرف الدين تعز وتوجهت شمالاً نحو صنعاء وسيطر عليها عام 1547 وأعطى العثمانيون المطهر بن يحيى شرف الدين لقب بك واعترفوا به إماماً على عمران وقاعدته ثلا  وأُغتيل أويس باشا في زبيد نفس السنة وعاد المطهر بن يحيى شرف الدين إلى صنعاء، فأرسل العثمانيون أزدمر باشا الذي استعاد صنعاء وأخمد التمرد، وانسحب المطهر إلى عمران.
عندما توجه أزدمر باشا إلى صنعاء انتهز شيخ قبلي من أبين يدعى علي بن سليمان الفضلي الفرصة فهاجم عدن وأخرج الجنود العثمانيين منها ونصب نفسه أميراً عليها، وفعل أمير محلي من زبيد الفعلة ذاتها فأرسل ازدمر باشا قوة إلى زبيد قتلت أمير التمرد، وقتل علي بن سليمان عام 1548 

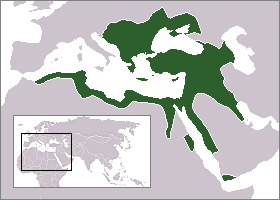
سيطرت الدولة العثمانية على الوطن العربي ومناطق شاسعة في جنوب شرق ووسط أوروبا.

تولى محمود باشا أمور الإيالة وأتخذ لنفسه قصراً في تعز اسمه «قصر السعادة» كان مقرا لملوك بني رسول. وعندما علم أن في إب حصن اسمه حصن حب يملكه الفقيه علي بن عبد الرحمن النظاري أراد الإستيلاء عليه، وحاصره لثمانية أشهر حتى توسط الأمير الإسماعيلي عبد الله الداعي، فتعهد محمود باشا بعدم التعرض لعلي بن عبد الرحمن النظاري وأن يعطيه سنجقا وفق اختياره، فوافق النظاري ولكنه أُغتيل فور دخوله على مخيم محمود باشا،  المؤرخ العثماني المقرب من سنان باشا زعم أن هذه الحادثة أفرحت الزيدية لأن الفقيه النظاري كان سنياً ويكره الإمام المطهر بن يحيى شرف الدين استهتار محمود باشا وعدم مراعاته للتوازن الدقيق للقوى في اليمن، جعل اليمنيين يتناسون خلافاتهم ويتوحدون ضد العثمانيين.
ولي رضوان باشا إيالة اليمن عام 1564م وأصبح محمود باشا حاكما لمصر. وأخذ رضوان باشا بعرض مساوئ سلفه محمود باشا على الباب العالي في إسطنبول، فبرر محمود باشا إخفاقاته بأن اليمن بلاد واسعة وبحاجة إلى بكلربكيان ولا يكفيها واحد، وأصر محمود باشا على موقفه حتى وافق الباب العالي وأرسلوا مراد باشا ليتولى تهامة وولوا رضوان باشا أمر المرتفعات. وقد قصد محمود باشا النكاية برضوان باشا بهذا التعيين، كون القبائل أشرس وأصعب مراسا في المرتفعات الشمالية لليمن بالإضافة لكونها مقرا للأئمة الزيدية  تظاهر المطهر بن يحيى شرف الدين بموالاته لمراد باشا المسيطر على التهائم فتوقف الأخير عن إمداد رضوان باشا المسؤول عن المرتفعات، وتزايدت الخلافات بينهم لدهاء الإمام الزيدي المطهر فعُزل رضوان باشا وعُين حسن باشا بديلا عنه عام 1567. انتهز المطهر الفرصة ليجتاح صنعاء وساندته قبائل الجوف البدوية وراسل المطهر أمير بعدان فهاجموا القوات العثمانية وحوصر مراد باشا في ذمار. تمكن مراد باشا من الهرب وبقي معه خمسين من المشاة فاعترضته القبائل وقطعت رؤوسهم وأرسلتها إلى المطهر بن يحيى شرف الدين في صنعاء عام 1567
تقدم بدو الجوف نحو تعز ومن ثم عدن وعندما علم سلطان الشحر في حضرموت بقدومهم عدن، قام بإرسال المؤن للعثمانيين فيها كانت حضرموت خاضعة لعدة إمارات صغيرة لم يهتم بها العثمانيون واكتفوا بأمرهم ذكر سلاطين آل عثمان في خطب الجمعة وخشي سلطان الشحر تقدم الزيدية من عدن نحوه.

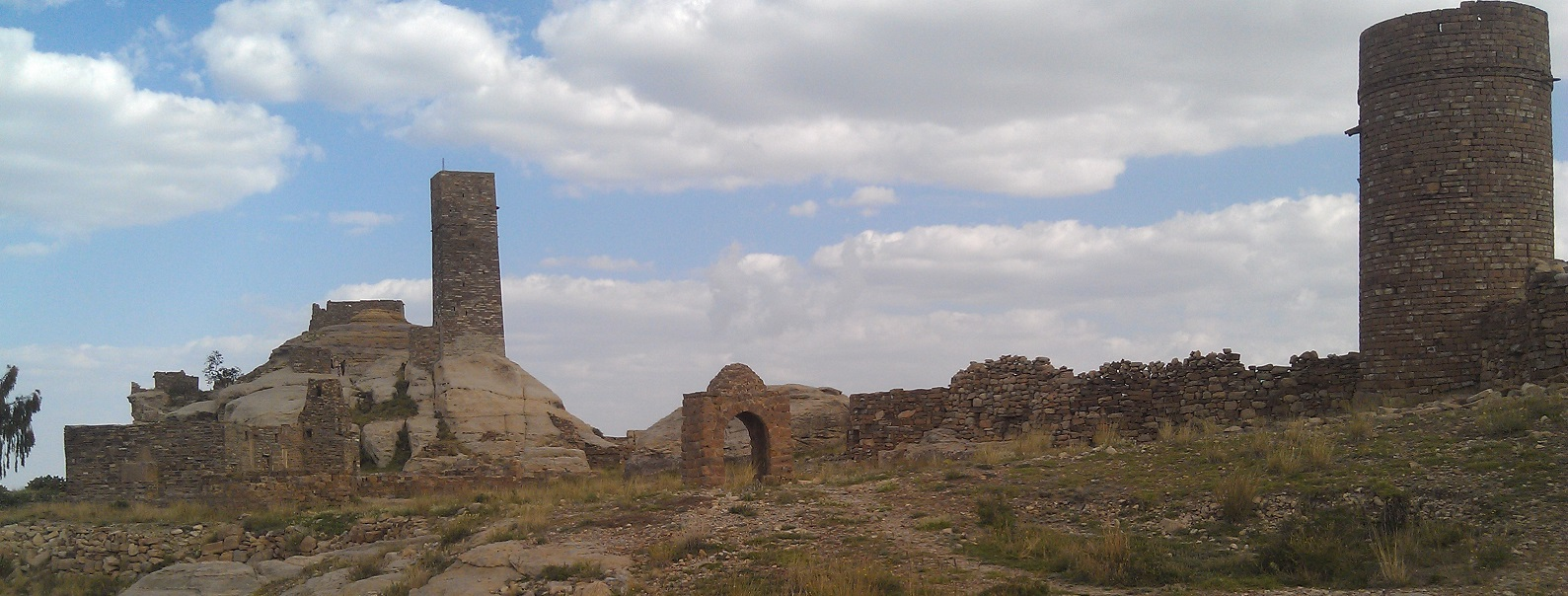
أحد حصون ثلا في عمران حيث تحصن المطهر بن يحيى شرف الدين

بعد مقتل مراد باشا وفناء غالب الجيش العثماني في اليمن، أمر الباب العالي لاله مصطفى باشا بالتوجه إلى اليمن، رفض في البداية ولم ينصع إلا بعد أن رأى غضب السلطان  توجه لاله مصطفى باشا إلى مصر وحاول جمع القوات إلا أن الجيش التركي في مصر رفض التوجه إلى اليمن، فأرسل اللاله مصطفى باشا اثنان من جواويش مصر برسالة يعرضان على المطهر الصلح ويأمرانه بالطاعة بل طالبوه بالاعتذار والقول أنه لم يأمر بأي عمل ضد القوات العثمانية وأن ما حدث صدر عن «العربان الجهلة» وليس من «حضرته الشريفة» على حد تعبيرهم  رفض الإمام المطهر وبعث رسالته إلى الباب العالي مع الجاويش مصطفى باشا  أرسل لاله مصطفى باشا القائد عثمان باشا الذي وصل تعز عام 1569 وحاصر قلعة القاهرة ولم يستطع العسكر العثماني الوصول إليها ولا إصابتها وقطعت عليهم القبائل المؤن وحاصرتهم وتعرض الجيش العثماني لخسائر فادحة 
خاض العثمانيون ثمانين معركة مع الزيدية توجت بمقتل مراد باشا قرب ذمار، ولكن كان العثمانيين في أوج قوتهم ولم يكونوا على استعداد لتقبل الهزيمة المهينة بسهولة فأرسلوا قوة جديدة بقيادة سنان باشا، قائد عثماني بارز من أصل ألباني، لإعادة السيطرة العثمانية على اليمن عزل السلطان سليم الثاني اللاله مصطفى باشا لتقاعسه عن السفر إلى اليمن بنفسه وأمر بإعدام عدد من أمراء السناجق في مصر وولى سنان باشا مقاليد الوزارة على أن يتوجه بكامل العسكر التركي في مصر إلى اليمن قدم سنان باشا من مصر ونزل مكة ومر بجيزان وزبيد وخلص عدن وتعز وإب من أتباع المطهر ثم حاصر شبام كوكبان لسبعة أشهر انتهت بتوقيع هدنة. استمر العثمانيون بتعقب الإمام المطهر وأنصاره لا يسيطرون على قرية إلا وتعاود السابقة التمرد من جديد، ولاحظ العثمانيون أن القبائل كانت تشعل النيران كلما انسحبت نحو الجبال وذلك لإعلام القبائل الأخرى أنهم لا زالوا أحياء ولم يستطع العثمانيون القضاء على الإمام المطهر.
توفي الإمام المطهر عام 1572 ولم يتحد الزيدية عقب وفاة إمامهم فتقاتل أبناء المطهر مع الحسن بن علي بن داود فاستغل العسكر الانقسام وتمكن العثمانيون من اقتحام صنعاء وصعدة ونجران عام 1583 بدعم من الإسماعيلية المناهضين للزيود  تحصن الحسن في شهارة وتم اعتقاله عام 1585 وسُجن في صنعاء ثم نُقل إلى تركيا ومات فيها. كان الزيدية هاجس العثمانيين الأكبر في شبه الجزيرة العربية  فكفرهم العثمانيون ورموهم بالإلحاد والزندقة ولم يكفروا الإسماعيلية ذلك أنهم كانوا متعاونين معهم ضد الزيدية وكانوا يبررون وجودهم في اليمن بأنه نصرة للإسلام  ولكن الحقيقة أنهم أرادوا التحكم بحركة التجارة عبر البحر الأحمر.

### الدولة القاسمية

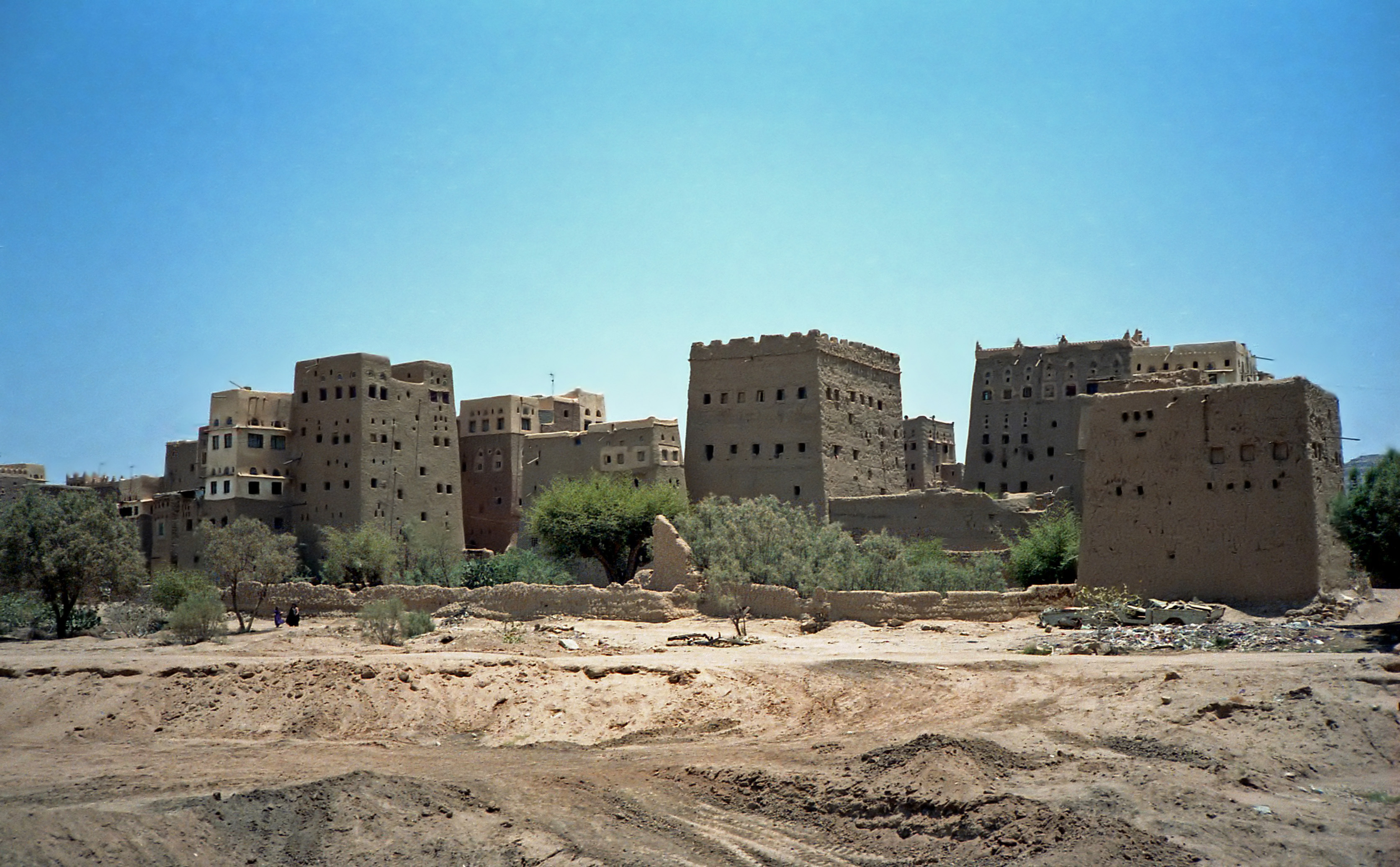
صعدة معقل الأئمة الزيدية

لم تكن هناك قيادة سياسية موحدة في المرتفعات عقب اعتقال الإمام الحسن بن علي بن داود ونفيه إلى تركيا، فعرض تلاميذ الفقيه المنصور بالله القاسم عليه الإمامة في صنعاء ولكنه رفض في البداية، ولكن تزايد الترويج للمذهب الحنفي على حساب الزيدية أغضب الإمام المنصور بالله القاسم فتوجه لأرياف صنعاء وبدأ بحشد الأنصار لقتال العثمانيين في سبتمبر 1597،  وهو نفس العام الذي افتتحت فيه السلطات العثمانية جامع البكيرية في صنعاء.
انضمت قبائل همدان وخولان وسنحان والأهنوم لتمرد الإمام المنصور بالله القاسم واستعاد الإمام صعدة وعمران وحجة ما بين عام 1599 ـ 1602 ووقع جعفر باشا هدنة لعشر سنوات مع الإمام والاعتراف به إماما على المرتفعات عام 1608
شنت قبائل خولان هجوماً آخر على العثمانيين عام 1610 كلف العثمانيين خسائر كبيرة واستمر القتال حتى عام 1616 عندما عُزل جعفر باشا وعين الحاج محمد باشا والياً بدلا عنه،  قام محمد باشا بإنشاء سلطة لتلقي الشكاوي أسماها ديوان المظالم عام 1617، ورفض تمديد الهدنة بين العثمانيين والإمام القاسم فاستمر القتال في مايو 1617، واستعاد أمير محلي تسميه المصادر العثمانية بالشرجبي واسمه علي تعز عام 1619، فوقع محمد باشا على هدنة لعشر سنوات مع الإمام المنصور القاسم.
توفي الإمام المنصور بالله القاسم في فبراير 1620، وخلفه ابنه المؤيد بالله محمد. استمرت الهدنة حتى العام 1626 عندما استعاد الإمام المؤيد بالله محمد المرتفعات وصبيا وأبو عريش واتفق مع شيخ قبلي من أبين على محاصرة لحج وعدن، وبحلول عام 1627 كان معظم اليمن باستثناء الموانئ، قد تخلص من حكم العثمانيين،  عُزل محمد باشا وعين حيدر باشا بدلا عنه، وقام الأخير باقتراح هدنة جديدة مع الإمام المؤيد بالله لخمسة أشهر، خلال الخمسة أشهر طلب حيدر باشا دعما من عبدين باشا المرابط في مدينة سواكن السودانية، فنزل عبدين باشا المخا وحاول استعادة تعز ولكنه هُزم واضطر للتراجع إلى المخا عام 1628. فأرسل الباب العالي قانصوه باشا بدلا عنه عام 1629، فنزل جيزان ثم زبيد وأعدم عبدين باشا وسجن حيدر باشا،  وحاول قانصوه باشا استعادة تعز ولكنه اضطر للتراجع إلى زبيد ووقع على هدنة جديدة مع الإمام المؤيد عام 1630.

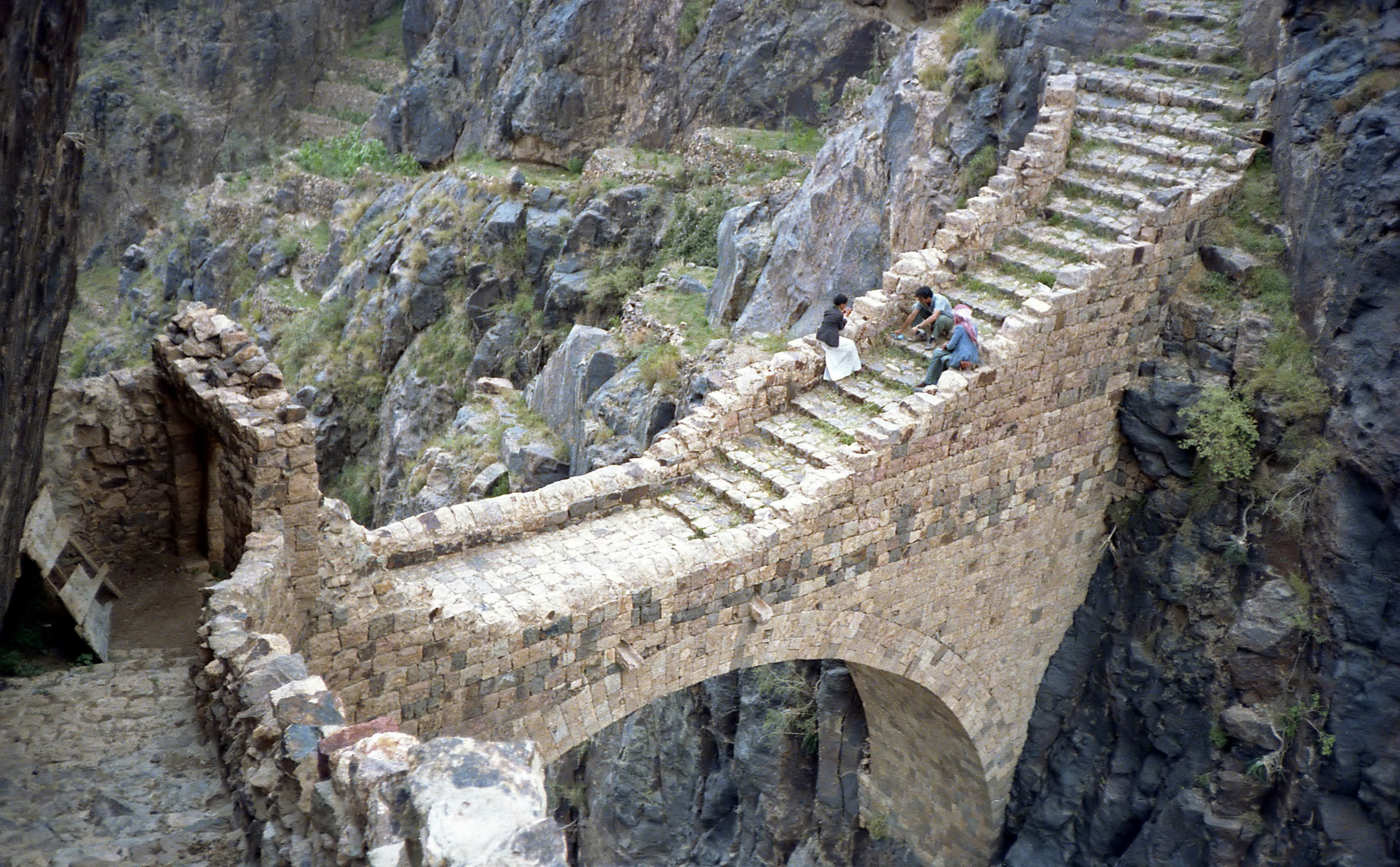
جسر قديم بين جبلين في شهارة، أحد حصون الأئمة الزيدية

تمكن الإمام المؤيد من استعادة زبيد عام 1634، وعندما فنيت أغلب قوات قانصوه باشا أعطى الإمام المؤيد للعثمانيين فرصة الانسحاب سلميا من المخا آخر معاقلهم، وكان السبب الرئيس لنجاح الإمام المؤيد هو تعلم القبائل استخدام الأسلحة النارية، بالإضافة إلى توحدها خلف بيت القاسم إذ تمكن المؤيد من إقناع القبائل بأنه وأسرته من يستحقون الإمامة. ويعد والده الإمام المنصور القاسم مؤسس ماعٌرف بـ«الدولة القاسمية» التي يمكن اعتبارها أقوى دول الإمامة الزيدية.
قام الإمام المؤيد بإتلاف التبغ الذي دخل اليمن عام 1603 ولكنه لم ينجح في منعه تماماً، وترك عدة مؤلفات عن تفسيراته للشريعة الإسلامية، ولكنه تراجع عن محاولة فرض بعض رؤاه خوفا من تأليب القبائل ضده،  ووزع البقية من الجنود «الأتراك» في الأرياف لمساعدة المزارعين. والحقيقة أن المشاة في قوات قانصوه باشا لم يكونوا من الأتراك بل من الفلاحين المصريين.
أرسل الإمام المؤيد بالله جيشا للسيطرة على مكة في مارس 1632، وتمكن الجيش المكون من ألف مقاتل من قتل «شريف مكة»، واقتحموا المدينة ونسب العثمانيون لهم عددا من الفظائع. لم يكن العثمانيين مستعدين لخسارة مكة المكرمة بعد اليمن، فأرسلوا قوة كبير من مصر لتخليص مكة من الزيدية، فانسحب الزيدية أو «العربان» وفقا للعثمانيين ناحية وادي فاطمة للفارق العددي بينهم وبين الجيش العثماني، وتوجه العثمانيون نحو الآبار التي تزود اليمنيين بالمياه وغمروها، وكانت خطة ناجحة وفقد خلالها جيش الإمام المؤيد مئتي مقاتل من العطش. وفي النهاية استسلم الزيدية ووافق خليل باشا على عودتهم إلى اليمن ولكنه أعدم أربعة من قادة الجيش.
توفي الإمام المؤيد محمد بن القاسم عام 1644، واقتتل أبناء «الإمام المنصور بالله القاسم» على الإمامة حتى انتزعها المتوكل على الله إسماعيل بن أحمد الكبسي في نفس العام، وتوجه إلى عدن ولحج وأبين وطرد بقية الجند العثماني فيها وسيطر على عسير  وحضرموت وظفار عام 1654،  وتمكنت اليمن من توطيد علاقات تجارية مع إمبراطورية مغول الهند وكانت مدينة سورات الهندية الشريك التجاري الأكبر وتبادل البعثات الدبلوماسية مع السلطان العثماني في جدة وعباس الثاني الصفوي في إيران،  وإثيوبيا كذلك أرسلت ثلاث بعثات ولكنها لم تتطور لحلف سياسي ضد العثمانيين كما أراد الإمبراطور فاسيليداس للضعف الذي أصاب أباطرة إثيوبيا وظهور إقطاعيين أقوياء في بلادهم. وكان عصر المتوكل على الله إسماعيل بن أحمد الكبسي (1597-1872م) من أزهى عصور الأئمة، حيث تم له استكمال السيطرة الكاملة على اليمن الكبرى من شرق منطقة ظفار عمان إلى أقصى مناطق عسير على حدود الحجاز غرباً.
وبعد جلاء العثمانيين من اليمن، اقتصر حكم الأئمة على المناطق العليا «الشمالية» من اليمن باستثناء فترات قليلة من حكم بعض الأئمة الذي كان يمتد نفوذهم إلى القسم الأسفل من اليمن والمناطق الغربية والشرقية والجنوبية، واتسم حكم الأئمة الأول بالاضطراب، وعدم الاستقرار، وخرجت كثير من المناطق من تحت أيديهم نتيجة تنازع أسرة آل القاسم على الإمامة.
توفي المتوكل على الله إسماعيل بن أحمد الكبسي عام 1676 وخلفه ابن أخيه أحمد بن الحسن بن القاسم بعد نزاع مع ابن عمه على الإمامة. لم تستطع الدولة القاسمية الحفاظ على ما أنجزه الإمام إسماعيل بن أحمد الكبسي لأكثر من ثمانين سنة لعدة أسباب،  أهمها قيام الأئمة بتعيين أقاربهم على المناصب الإدارية، بمرور الوقت تحول جزء كبير من أرجاء البلاد إلى إقطاعيات شبه مستقلة، ولأن الدولة لم تتبع طريقة الخلافة قانونا واضحاً فعقب وفاة كل إمام، يجمع أبناؤه وأبناء عمومتهم أنصارهم من القبائل ويتقاتلون على المنصب وهو ما أضعف الدولة كثيراً وسمح لزعماء الإقطاعيات بالاستقلال.

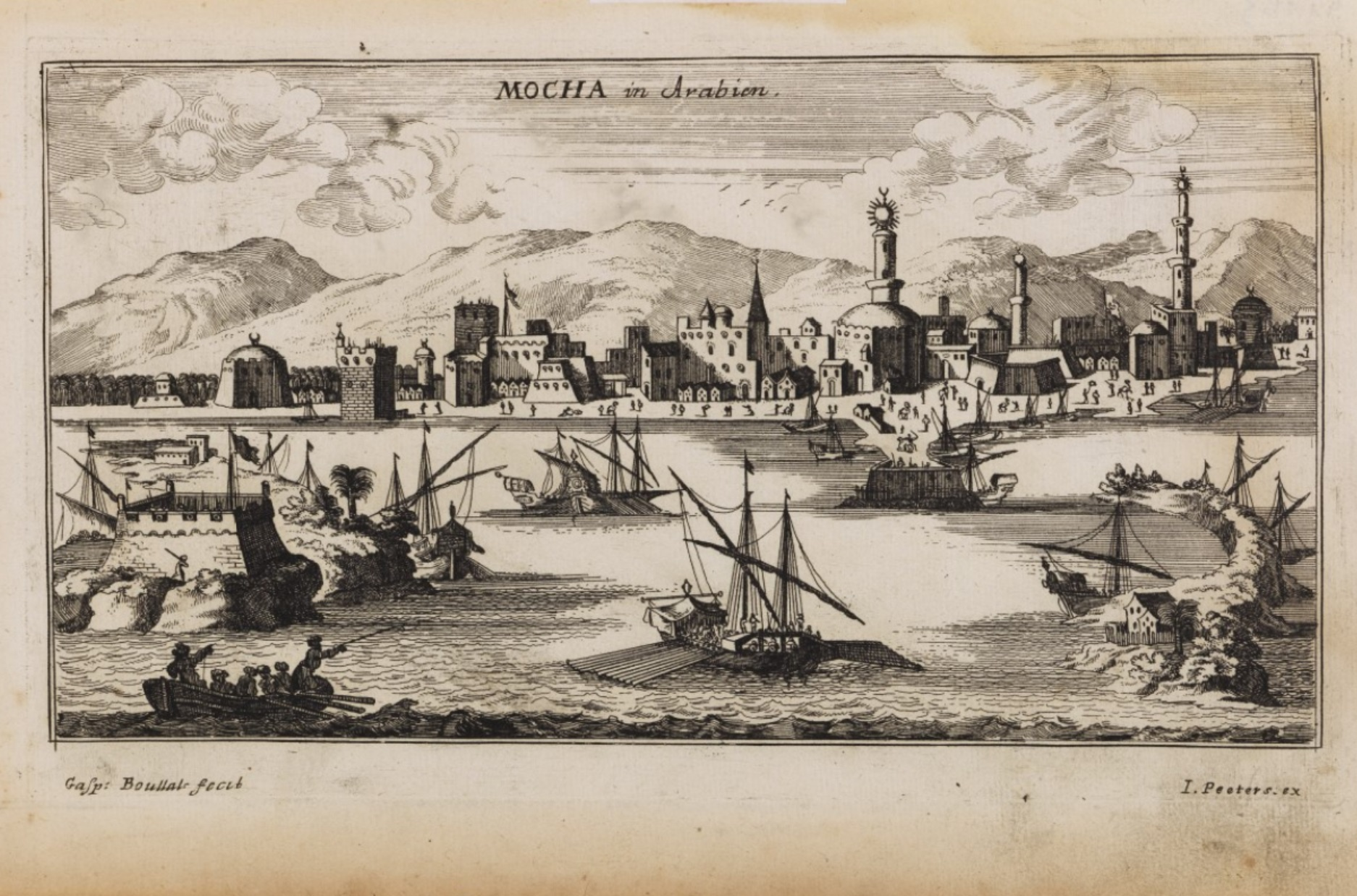
ميناء المخا عام 1692، كان من أهم الموانئ ومن خلاله عرف العالم القهوة

حدث الانفصال الأول للمناطق الشرقية، والجنوبية في بداية الانسحاب العثماني الأول، حيث صار أمر كل من عدن ولحج وأبين إلى سلطنة لحج في 1145هـ ، كما صار أمر المناطق الأخرى إلى سلاطين وأمراء، واستمرت عدن، وإمارات الجنوب منفصلة عن الإمامة الزيدية في الشمال، ويحكمها أمراء، وسلاطين حتى احتلت الإمبراطورية البريطانية عدن في 19 يناير عام 1839م.
كانت الدولة القاسمية غير مركزية واتسمت هذه الفترة بنشاط تجاري كبير وبالذات في المخا واللحية وغيرها من الموانئ في تهامة اليمن. وفي هذه الفترة كذلك، ظهرت الزعامات القبلية البارزة في اليمن اليوم وأبقت عائلات زيدية أرستقراطية أخرى على مكانتها إلى جانب بيت القاسم مثل بيت شرف الدين على سبيل المثال، كانوا يحكمون بشكل مستقل تقريباً منطقة واسعة غرب صنعاء رغم وجود القاسمية، وكانت أجزاء من عسير من فترة طويلة قبل القاسمية ضمن نفوذ سلالة الإمام عبد الله بن حمزة. كانت دولة إقطاعية كالإقطاعيات في أوروبا خلال العصور المظلمة يتحكم فيها أمراء محليون بشؤون مناطقهم بشكل شبه مستقل كمعظم تاريخ اليمن وشبه الجزيرة بشكل عام وانتهى بها المطاف للتفكك حتى عودة العثمانيين عام 1872.

### عودة العثمانيين

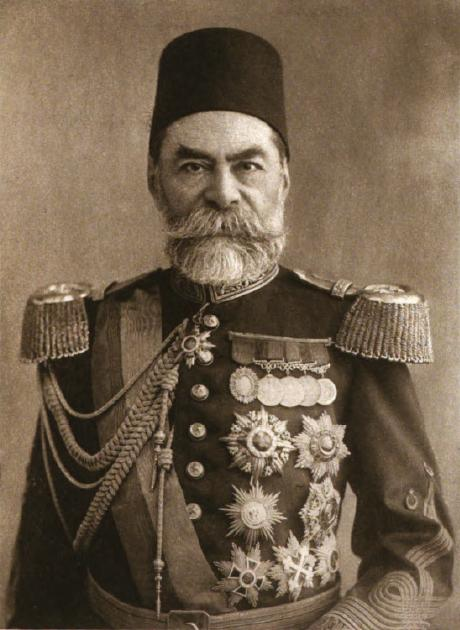
والي اليمن أحمد مختار باشا

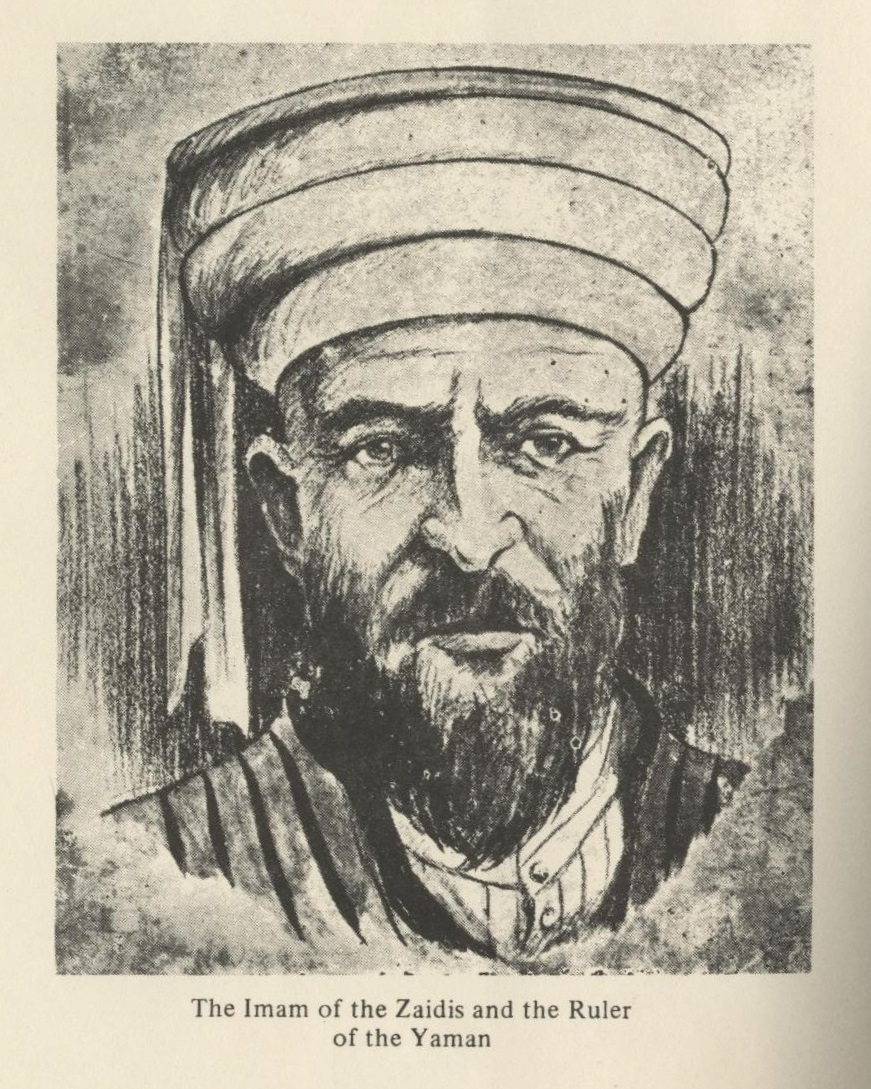
الإمام يحيى حميد الدين مؤسس المملكة المتوكلية اليمنية.

عاد العثمانيون من جديد وسقط ما تبقى من دولة القاسمية وأسسوا ولاية اليمن عام 1872 والتي ضمت نفس مناطق إيالة اليمن السابقة باستثناء المناطق الجنوبية، حاول العثمانيون ضم صنعاء للمرة الأولى عام 1849 ولكنهم تعرضوا لخسائر فادحة، وخسروا 1500 جندي خلال المحاولة الفاشلة. والحقيقة أن العثمانيين سيطروا على مدن في تهامة وطلب تجار من صنعاء منهم السيطرة على المدينة، والسبب في ذلك كان يأسهم من قدرة مشايخ القبائل والأئمة الزيدية على فرض الأمن فرأى أولئك التجار في العثمانيين طرفا محايداً لفرض الأمن بين تلك القبائل والأئمة المتنازعين، بالإضافة لإدراكهم أن العثمانيين سيصبحون زبائنهم ما استتب الأمن في البلاد.
ومثل دخولهم الأول، سيطر العثمانيون على تهامة أولاً وتعلموا من تجربتهم السابقة فعملوا على ما أسموه تطوير اليمن فأدخلوا المطابع وبنو المدارس بل عملوا على علمنة المجتمع اليمني، وإزالة الطبقية الاجتماعية السائدة وحاولوا عزل القوى التقليدية المهيمنة المتمثلة بمشايخ القبائل والأئمة الزيدية في نفس الوقت، كان الفساد مستشريا في الولاية والسبب في ذلك هو أن معظم المسؤولين العثمانيين كانوا يتحاشون الذهاب إلى اليمن فأسوأ القادة العثمانيين تم إرسالهم إلى البلاد. خلال عملية العلمنة ومحاولة العثمانيين تعريف السكان بمفاهيم المواطنة - التنظيمات العثمانية كانت مبنية على أسس أوروبية -، بدأ يهود اليمن بتعريف أنفسهم بحيثيات قومية يمانية وإعادة صياغة العلاقة التي تجمعهم بالمسلمين ومسائلة الواقع المفروض عليهم مثل عدم قدرتهم على بناء بيوت تتجاوز الطابقين وحرمانهم من الخدمة المدنية والعسكرية وحصر دورهم في المجتمع كحدادين وصاغة ذهب وصناع خناجر. وعاقب العثمانيون من يرمي اليهود بالحجارة أو يشدهم من أزلافهم في الشارع.
قسم العثمانيون ما كانوا يحكمونه إلى أربعة ألوية وهي: لواء صنعاء، لواء عسير، لواء الحديدة (تهامة)، لواء تعز، كان العثمانيون يسيطرون على المدن الرئيسية ولم يستطيعوا إحكام سيطرتهم على الأرياف حيث القبائل. اقترح أحمد عزت باشا العودة إلى تهامة وعدم التوغل في المرتفعات، ولعب دور الوسيط بين القبائل عوضاً عن إنهاك العسكر في معارك مستمرة غير مجدية ضدهم. كان العثمانيون حريصون على كسب ولاء القبائل ضد الإنجليز لأن كلا الطرفين كان يحاول استمالة مشايخ القبائل إلى جانبه ودعمه ليخوض حروبا بالوكالة ضد الآخر. ولكن لم يكتب لخططهم النجاح فقد تمكن الزيدية من إشغال العثمانيين وأفشلوا كل المخططات العثمانية لإخضاعهم.
في الفترة ما بين 1904 ـ 1911 بلغت خسائر العثمانيين عشرة آلاف جندي وخمسمائة ألف جنيه إسترليني في العام الواحد. كان سكان المدن في اليمن يؤيدون العثمانيين ولكن اضطرت الدولة للاستسلام للإمام يحيى في النهاية عام 1911 لإن مشايخ القبائل في المرتفعات الشمالية كانوا يهاجمون العثمانيين باستمرار.
عقد العثمانيون اتفاقية مع الإمام يحيى حميد الدين عرفت باتفاقية دعان في 9 أكتوبر 1911 وأقرها فرمان عثماني في 1913،  وسميت بهذا الاسم نسبة إلى حصن دعان في محافظة عمران، وحددت مدتها بعشر سنوات تهدف الاتفاقية إلى تحقيق الأمن والسلام في البلاد اليمنية. فكانت الاتفاقية بين العثمانيين والإمام يحيى هدنة ولم يرحلوا بالكلية بعد ولكن كان الإمام يحيى حميد الدين يحكم المرتفعات الشمالية فعلياً. نصت الإتفاقية على أن يحكم الإمام المرتفعات الشمالية/الزيدية حكما ذاتياً ويبقى العثمانيون في المناطق الشافعية أي المناطق الوسطى من الجمهورية اليوم. وبقيت عدن محكومة من الإمبراطورية البريطانية.

### خروج العثمانيين من اليمن
أنهت هدنة مودروس الموقعة في 30 أكتوبر 1918، العمليات القتالية في القتال في الشرق الأوسط بين الدولة العثمانية والحلفاء خلال الحرب العالمية الأولى، وبموجبها حصلت المملكة المتوكلية اليمنية على استقلالها.

## المعالم التاريخية
تعد المساجد والأضرحة من أبرز معالم الحضارة الإسلامية في اليمن، ومنها الجامع الكبير بصنعاء، وجامع الجند بتعز وجامع وضريح الشيخ أحمد بن علوان بتعز، ومسجد أبان بعدن.
| | الجامع الكبير بصنعاء: |
| |                       |
| بني في عهد الرسول محمد بن عبد الله في السنة السادسة للهجرة وهو أحد أقدم المساجد الإسلامية، عثر علماء الآثار على اثني عشر مصحفا قديما أحدها كتب بخط الإمام علي وكذلك أربع آلاف مخطوطة عربية نادرة من صدر الإسلام ومراسلات من العهد الأموي. |                       |

| | مسجد الجند بتعز: |
| |                  |
| مسجد الجند، ثاني أقدم مسجد في اليمن بناه معاذ بن جبل قرب تعز بأمر من النبي محمد ويحرص اليمنيون على ارتياده في أول جمعة من شهر رجب كونها أول جمعة خطب فيها معاذ من خلال منبره. |                  |

| | حاضرة زبيد التاريخية: |
| |                       |
| هي مدينة يمنية ذا أهمية أثرية وتاريخية استثنائية، كانت عاصمة اليمن من القرن الثالث عشر إلى القرن الخامس عشر، اتسمت زبيد بأهمية جمة في العالم العربي والإسلامي طيلة قرون من الزمن بفضل جامعتها الإسلامية. |                       |

| | مخطوطات صنعاء: |
| |                |
| تعد من أقدم النصوص القرآنية الموجودة تم اكتشافها مع عدد من المخطوطات التاريخية في الجامع الكبير بصنعاء القديمة عام 1972 على طرس وتعود للعصور الأولى للإسلام ويُعتقد أنها كتبت بخط علي بن أبي طالب. |                |

| | مسجد أبان بعدن: |
| |                 |
| من أقدم المساجد في عدن، وينسب بناؤه إلى أبان بن عثمان بن عفان، ويقال إلى نجله الحكم عندما قدم قاضياً إلى عدن في 150 هجرية، وقد تم ترميمه مرات عدة آخرها في عام 1419 هـ الموافق 1998م. |                 |

| | المدرسة العامرية برداع: |
| |                         |
| هي مؤسسة تعليمية أُنشئت في اليمن عام 1504 أيام الملك الظافر عامر بن عبدالوهاب ملك الدولة الطاهرية وسميت باسمه، وهي مثال على الهندسة المعمارية للدولة الطاهرية، وكانت المدرسة بحالة سيئة حتى عام 1978، وعملت العالمة سلمى الراضي على إعادة ترميمها. |                         |